# Alberto Giacometti

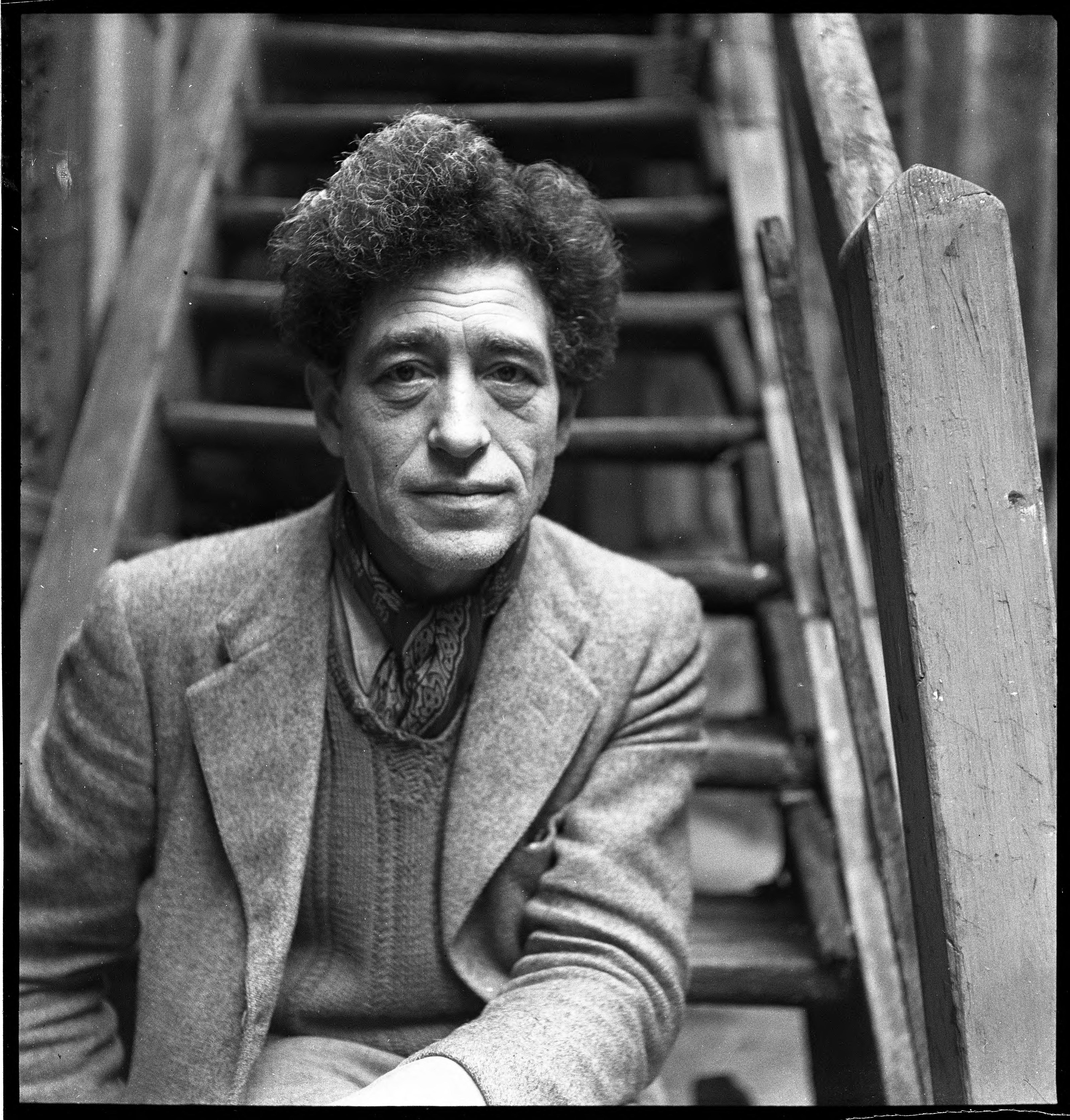
Alberto Giacometti, Foto: Emmy Andriesse, Paris, um 1950

Alberto Giacometti [alˈbɛrto dʒakoˈmetti] (* 10. Oktober 1901 in Borgonovo, Gemeinde Stampa; † 11. Januar 1966 in Chur; heimatberechtigt in Stampa) war ein Schweizer Bildhauer, Maler und Grafiker der Moderne, der seit 1922 hauptsächlich in Paris lebte und arbeitete. Seinem heimatlichen Gebirgstal Bergell blieb er aber verbunden; dort traf er seine Familie und widmete sich ebenfalls seiner künstlerischen Arbeit.
Giacometti gehört zu den bedeutendsten Bildhauern des 20. Jahrhunderts. Sein Werk ist vom Kubismus, Surrealismus und den philosophischen Fragen um die condition humaine sowie vom Existentialismus und von der Phänomenologie beeinflusst. Um 1935 gab er die surrealistischen Arbeiten auf, um sich den «Kompositionen mit Figuren» zu widmen. Zwischen 1938 und 1944 waren die Figuren maximal sieben Zentimeter gross. Sie sollten die Distanz wiedergeben, in der er das Modell gesehen hatte.
In der Nachkriegszeit entstanden Giacomettis bekannteste Werke; in den extrem langen, schlanken Skulpturen führte der Künstler seine neue Distanzerfahrung nach einem Kinobesuch aus, in der er den Unterschied zwischen seiner Sehweise und jener der Fotografie und des Films erkannte. Mit seiner subjektiven Seh-Erfahrung schuf er die Plastik nicht als körperhafte Nachbildung im realen Raum, sondern als «ein imaginäres Bild […] in ihrem gleichzeitig realen und imaginären, greifbaren und unbetretbaren Raum».
Giacomettis malerisches Œuvre war anfangs ein kleinerer Teil seines Werks. Nach 1957 trat die figurative Malerei gleichberechtigt neben die Skulptur. Seine fast monochrome Malerei der Spätzeit «lässt sich keiner Stilform der Moderne zuordnen», meinte ehrfürchtig Lucius Grisebach.

## Leben

### Kindheit und Schulzeit

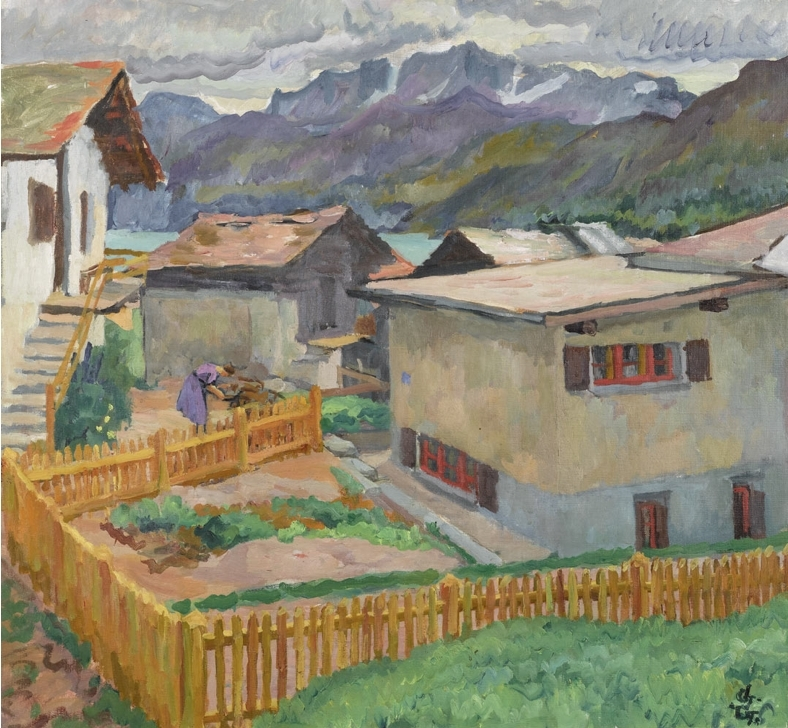
Giovanni Giacometti: Capolago mit Blick auf den Corvatsch, um 1926

Alberto Giacometti kam in Borgonovo, einem Bergdorf im Bergell, nahe Stampa im Kanton Graubünden, als erstes von vier Kindern des post-impressionistischen Malers Giovanni Giacometti und dessen Frau Annetta Giacometti-Stampa (1871–1964) zur Welt. Es folgten seine Geschwister Diego (1902–1985), Ottilia (1904–1937) und Bruno (1907–2012). Im Spätherbst 1903 zogen die Giacomettis nach Stampa in das Gasthaus «Piz Duan», das in Familienbesitz war und seit dem Tod des Grossvaters Alberto Giacometti (1834–1933) von dessen Bruder Otto Giacometti geführt wurde. Das Gasthaus wurde nach dem nahe gelegenen Berg Piz Duan benannt. In einem schräg gegenüber dem Gasthof gelegenen Haus bezog die Familie 1906 eine Wohnung, die in den folgenden sechzig Jahren den Familienmittelpunkt bildete. Giovanni Giacometti baute die nebenstehende Scheune zum Atelier aus. Die Familie hatte ab 1910 durch eine Erbschaft in Capolago, Maloja, ein Sommerhaus mit Atelier am Silsersee, das ihnen zur zweiten Heimat wurde. Dort war auch Albertos Cousin Zaccaria Giacometti, der spätere Staatsrechtsprofessor und Rektor der Universität Zürich, oft zu Besuch.

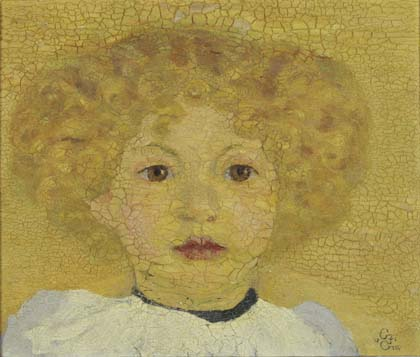
Giovanni Giacometti: Porträt Alberto Giacometti als Kind, um 1904, Kunstmuseum Basel

Neben seiner Muttersprache Italienisch sprach Alberto Giacometti Deutsch, Französisch und Englisch. Sein Vater brachte ihm das Zeichnen und Modellieren bei. Sein Onkel Augusto Giacometti war mit abstrakten Kompositionen am Zürcher Dada-Kreis beteiligt. Bruder Diego wurde ebenfalls Bildhauer sowie Möbel- und Objektgestalter, und Bruno wurde Architekt. Giacomettis Patenonkel war der Schweizer Maler Cuno Amiet, der ein enger Freund seines Vaters war.
Im Jahr 1913 führte Giacometti seine erste exakte Zeichnung, nach Albrecht Dürers Kupferstich Ritter, Tod und Teufel, aus und malte sein erstes Ölbild, ein Apfelstillleben auf einem Klapptisch. Ende 1914 entstanden seine ersten Skulpturen, die Köpfe der Brüder Diego und Bruno in Plastilin. Im August 1915 begann Giacometti eine Schulausbildung an der Evangelischen Lehranstalt in Schiers. Aufgrund der überdurchschnittlichen Leistungen und künstlerischen Fertigkeiten wurde ihm ein eigenes Zimmer gewährt, das er als Atelier einrichten durfte.

### Ausbildung

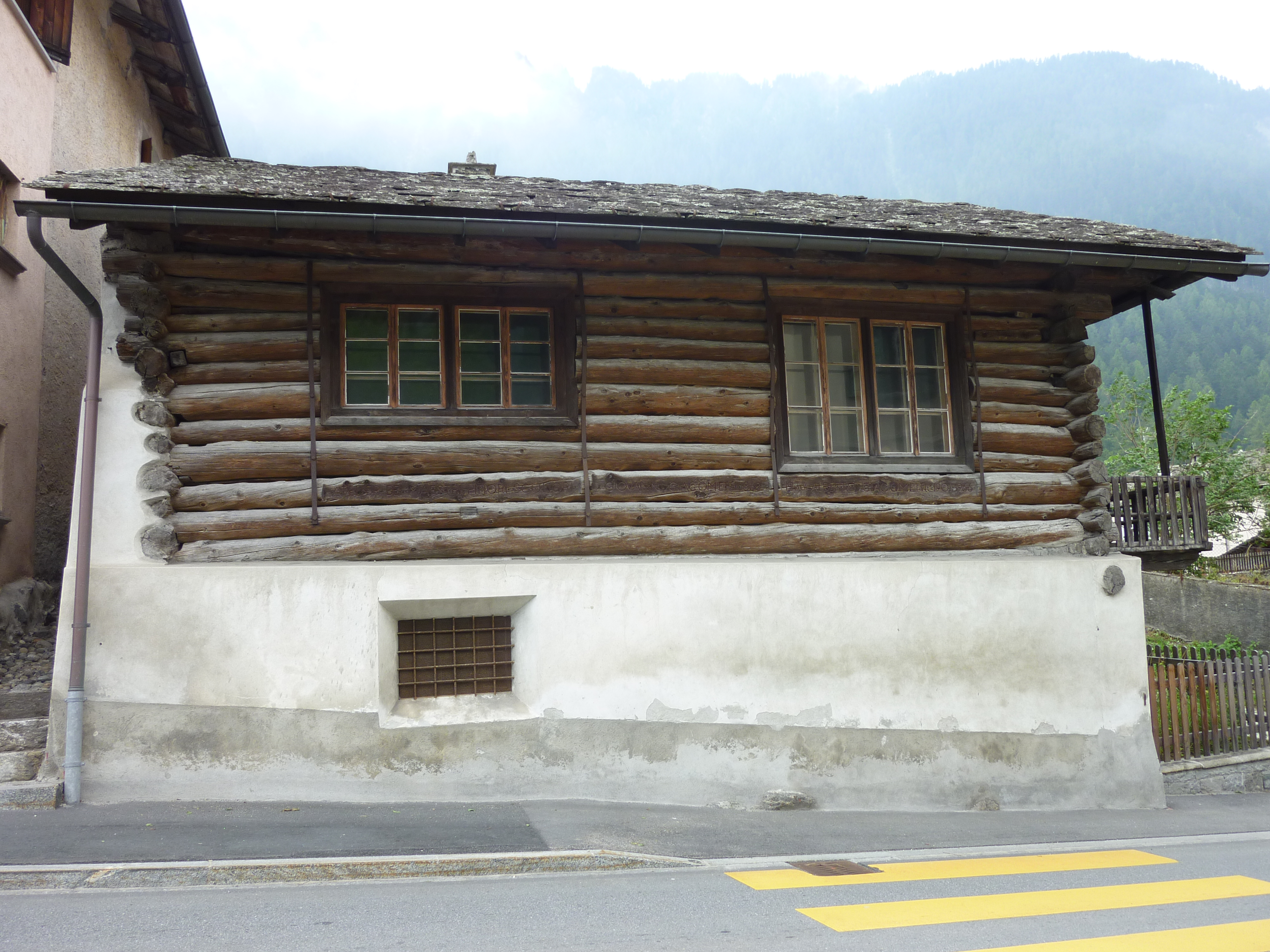
Atelier Giacometti in Stampa

Das Frühjahr und den Sommer 1919 verbrachte Giacometti in Stampa und Maloja, wo er sich ständig mit Zeichnungen und divisionistischer Malerei beschäftigte. Der Entschluss, Künstler zu werden, war getroffen, sodass er nach vier Jahren seine Schulausbildung vor der Matura abbrach und ab Herbst 1919 in Genf mit einem Kunststudium begann. An der École des Beaux-Arts lernte er die Malerei und an der École des Arts et Métiers die Bildhauerei und das Zeichnen. Im Jahr 1920 begleitete Giacometti seinen Vater, der Mitglied der Eidgenössischen Kunstkommission an der Biennale in Venedig war, nach Venedig, wo ihn die Werke von Alexander Archipenko und Paul Cézanne beeindruckten. In der Lagunenstadt faszinierten ihn die Werke von Tintoretto und in Padua Giottos Fresken in der Cappella degli Scrovegni.

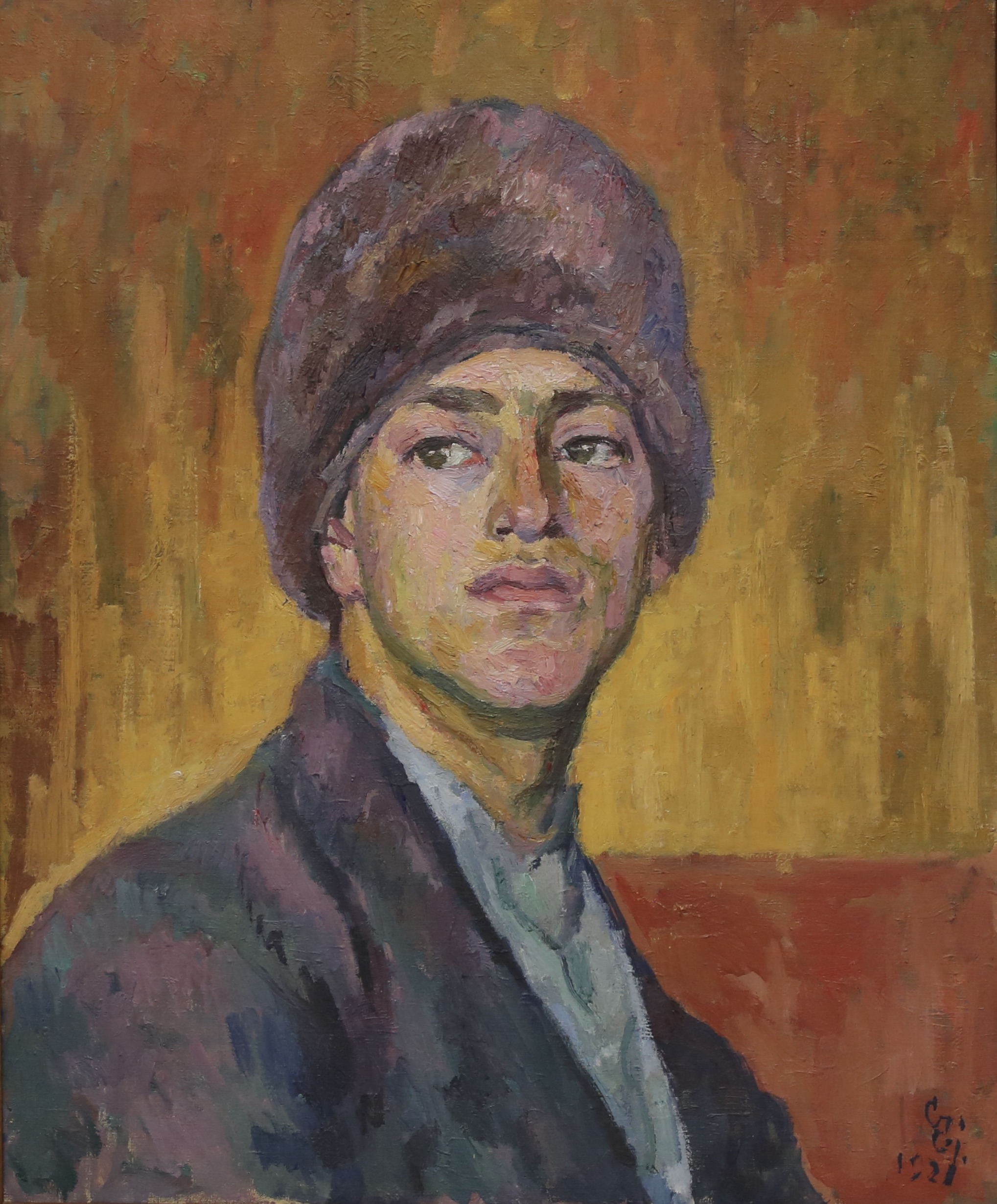
Giovanni Giacometti: Portrait d’Alberto, 1921, Musée cantonal des Beaux-Arts de Lausanne, Inventarnummer 909

1921 machte er eine Studienreise durch Italien und hielt sich dort zunächst in Rom bei Verwandten seiner Familie auf. Hier besuchte er die Museen und Kirchen der Stadt, füllte Skizzenbücher mit Zeichnungen nach Mosaiken, Gemälden und Skulpturen, besuchte Opern und Konzerte und las unter anderem Schriften von Sophokles und Oscar Wilde, die ihn zu Zeichnungen anregten. Er verliebte sich unglücklich in seine Cousine Bianca; die Arbeiten an ihrer Büste stellten ihn nicht zufrieden. Ab Anfang April besuchte er Neapel, Paestum und Pompeji. In Madonna di Campiglio starb im September sein 61-jähriger Reisebegleiter Pieter van Meurs plötzlich an Herzversagen. Giacometti kehrte daraufhin über Venedig nach Stampa zurück.

### Leben und Arbeiten in Paris

#### Kubistischer Beginn und handwerklicher Broterwerb

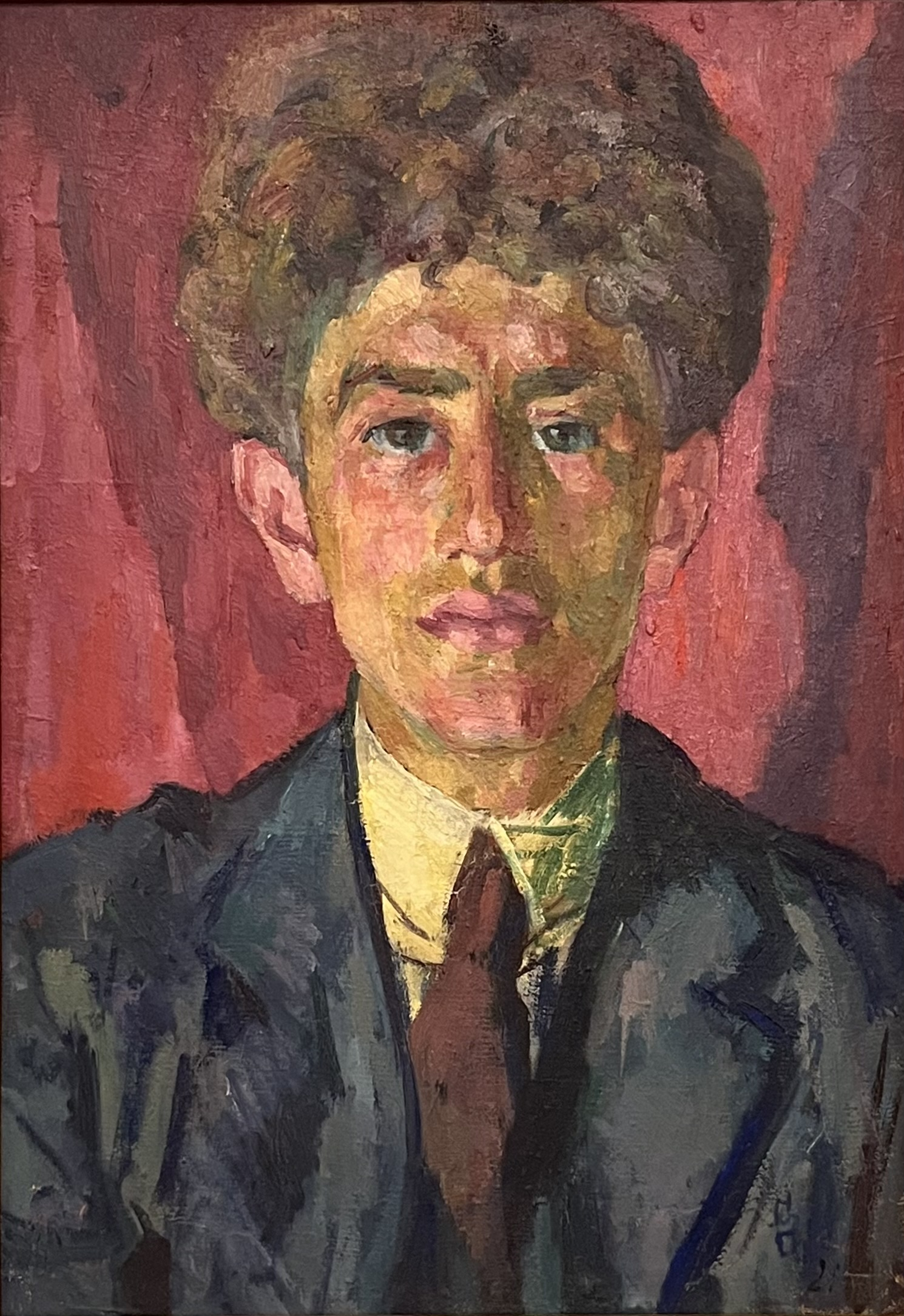
Giovanni Giacometti: Porträt Alberto Giacometti, 1921

Im Januar 1922 ging Giacometti nach Paris und belegte zur weiteren Ausbildung bis 1927 Kurse bei Émile-Antoine Bourdelle für Bildhauerei sowie für Aktzeichnen an der Académie de la Grande Chaumière am Montparnasse, die er oft monatelang nicht besuchte. Er verkehrte anfangs viel mit gleichaltrigen Schweizer Künstlern wie Kurt Seligmann und Serge Brignoni. Ein Mitstudent, Pierre Matisse, wurde später sein Kunsthändler. Mit Flora Mayo, einer US-amerikanischen Bildhauerin, unterhielt er bis 1929 eine lose Beziehung; sie porträtierten sich gegenseitig in Ton. In Paris lernte er die Arbeiten von Henri Laurens, den er 1930 persönlich traf, sowie von Jacques Lipchitz und von Constantin Brâncuși kennen.
Drei Jahre nach seinem Studienbeginn in Paris hatte Giacometti eine erste Ausstellung im Salon des Tuileries in Paris. Aufgefordert von Bourdelle, zeigte er 1925 zwei seiner Werke, einen Kopf von Diego Giacometti sowie die postkubistische Skulptur Torse (Torso). Der auf wenige kantige Blockformen reduzierte Torso erregte den Unwillen seines Lehrers Bourdelle: «So etwas macht man für sich zu Hause, aber man zeigt es nicht.»

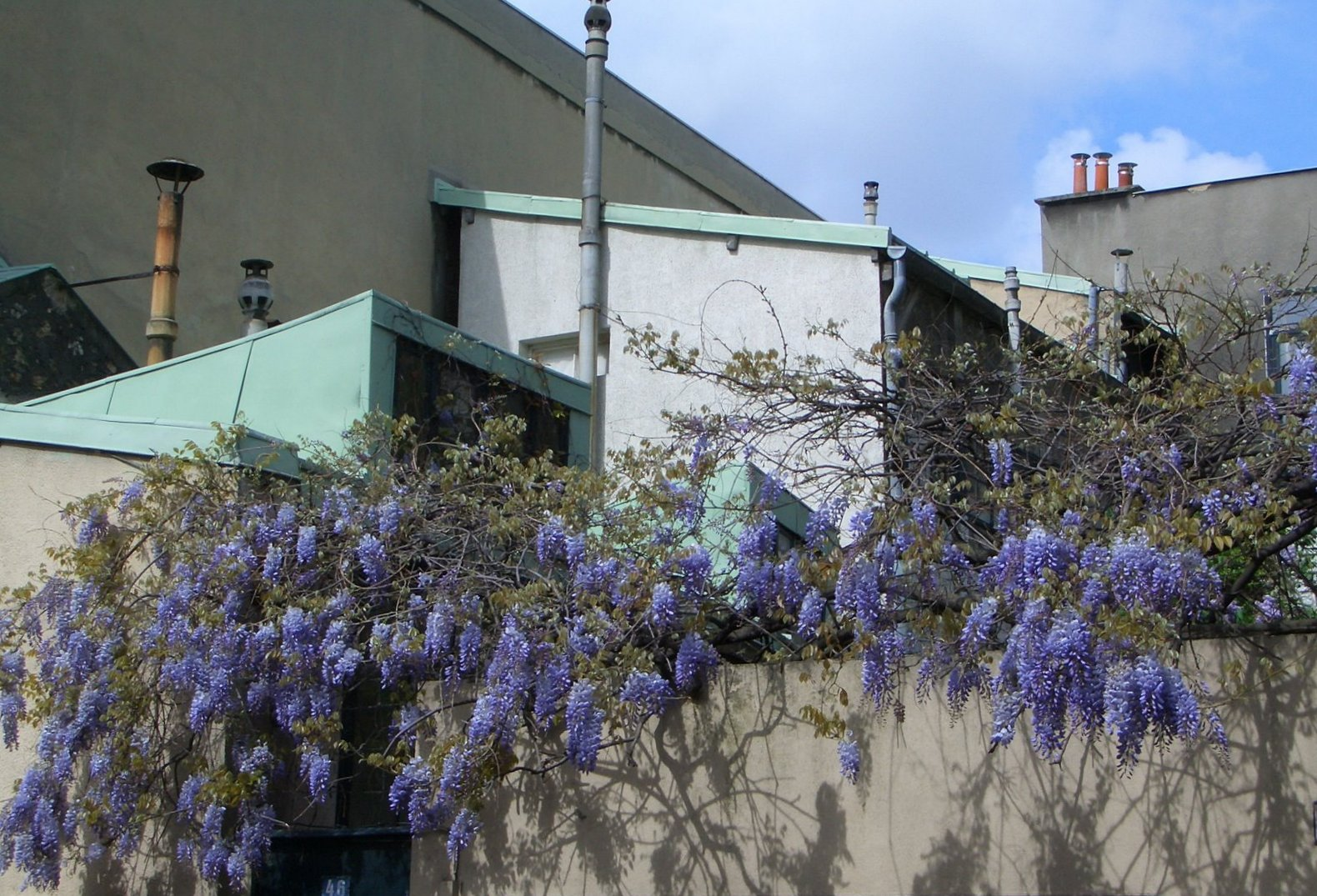
Das Atelier in der rue Hippolyte-Maindron 46, Foto aus dem Jahr 2005

Im Februar 1925 folgte sein Bruder Diego ihm aus der Schweiz in das im Januar des Jahres bezogene Atelier in der rue Froidevaux 37. Im Frühsommer 1926 zogen die Brüder in ein neues kleineres Atelier in der rue Hippolyte-Maindron 46, das Giacometti bis zu seinem Tod beibehielt. Diego Giacometti fand im Designbereich seinen Beruf und unterstützte seinen Bruder bei dessen Arbeit; er wurde nicht nur Albertos bevorzugtes Modell, sondern ab 1930 darüber hinaus sein engster Mitarbeiter.
Um ihren Lebensunterhalt zu verdienen, fertigten die Brüder für Jean-Michel Frank, den sie 1929 durch Man Ray kennengelernt hatten, dekorative Wandleuchten und Vasen aus Gips an und stellten Schmuck für die Modeschöpferin Elsa Schiaparelli her. Frank fertigte für Schiaparelli, auch nach dem Entwurf von Alberto Giacometti, die bronzene Stehlampe Figure Version Étoile. Durch Frank lernten sie die Pariser haute société kennen; der Vicomte de Noailles und seine Frau erwarben Skulpturen und gaben den Auftrag für eine 2,40 Meter hohe Steinskulptur, Figure dans un jardin (Figur in einem Garten), eine stelenartige kubistische Komposition, für den Park ihrer Villa Noailles bei Hyères, die im Sommer 1932 fertiggestellt war.

#### Mitglied der Surrealisten

Documents
(Nr. 4, September 1929)

Seit 1928 datieren Bekanntschaften mit Künstlern und Schriftstellern, wie zum Beispiel Louis Aragon, Alexander Calder, Jean Cocteau, Max Ernst, Michel Leiris, Joan Miró und Jacques Prévert. Leiris veröffentlichte 1929 in der neu gegründeten surrealistischen Zeitschrift Documents in der vierten Ausgabe eine erste Würdigung von Giacomettis Arbeiten. Zusammen mit Joan Miró und Hans Arp war Giacometti 1930 an der Gruppenausstellung in Pierre Loebs Galerie Pierre vertreten, wo André Breton Giacomettis Kunstobjekt, die Plastik Boule suspendue (Schwebende Kugel), sah und kaufte. Bei einem anschliessenden Besuch in Giacomettis Atelier in der rue Hippolyte-Maindron konnte Breton den Künstler dazu bewegen, sich seiner Surrealistengruppe anzuschliessen. 1933 veröffentlichte Giacometti Gedichte in Le Surréalisme au service de la révolution sowie einen surrealistisch verfassten Text über seine Kindheit, Hier, sables mouvants (Gestern, Flugsand). Im selben Jahr erlernte er in der Werkstatt des Briten Stanley William Hayter, dem «Atelier 17», die Techniken des Radierens und Kupferstechens; 1933 versah er das Buch des surrealistischen Schriftstellers René Crevel Les Pieds dans le plat mit einer Illustration, gefolgt von vier Kupferstichen zu Bretons L’Air de l’eau 1934.
Giacomettis Vater, der für den Künstler ein starker Bezugspunkt gewesen war, starb im Juni 1933. In diesem Jahr entstanden nur wenige Werke. Giacometti beteiligte sich zwar noch an weiteren Ausstellungen der Surrealisten, begann jedoch – nach langer Zeit wieder – nach der Natur zu modellieren, was Breton als Verrat an der Avantgarde ansah. Im August 1934 war Giacometti zusammen mit Paul Éluard Trauzeuge und Man Ray Fotograf bei der Hochzeit Bretons mit der französischen Malerin Jacqueline Lamba. Wenige Monate später zog er sich selbst von der Gruppe zurück, bevor ein offizieller Ausschluss erfolgen konnte. André Breton warf Giacometti während eines Abendessens im Dezember 1934 vor, dass er für den Pariser Möbeldesigner Jean-Michel Frank «Brotarbeit» verrichte und daher der surrealistischen Idee abtrünnig geworden sei und bezeichnete ihn im Jahr 1938 auf der Exposition Internationale du Surréalisme in Paris als ehemaligen Surrealisten. Durch die Trennung verlor Giacometti viele Freunde, mit Ausnahme von René Crevel, der sich im Juni 1935, deprimiert und krank, das Leben nahm.

#### Neue Freunde und ein Unfall

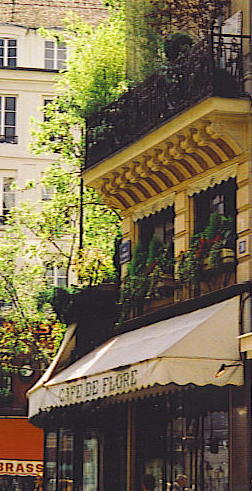
Das Café de Flore in Paris, Boulevard Saint-Germain 172. Dort traf sich Giacometti mit Künstlern und Literaten wie Pablo Picasso und Jean-Paul Sartre.

Giacometti sah sich nach dem Bruch mit den Surrealisten in einer Schaffenskrise. Er wandte sich anderen Künstlern wie Balthus, André Derain und Pierre Tal-Coat zu, die sich der Wiedergabe nach der Natur in der Kunst verschrieben hatten. Pablo Picasso hatte er bereits im Surrealistenkreis getroffen, aber eine Freundschaft zwischen ihnen bahnte sich erst an, als dieser 1937 an seinem Monumentalgemälde Guernica arbeitete. Giacometti war neben Matisse der einzige Künstler, mit dem er über Kunst sprach, nahm seine Malerei und Skulptur jedoch nie ganz ernst. Er verstand zwar, dass Giacometti um etwas rang, sah dieses Ringen – im Gegensatz zum Ringen Picassos um den Kubismus – jedoch als gescheitert an, da er, nach Picasso, nie das erreichen würde, was er von der Skulptur verlangte und wolle «[…] uns die Meisterwerke bedauern lassen, die er nie schaffen wird.»
Eine neue Freundschaft entstand zu der Britin Isabel Delmer, geborene Nicholas (1912–1992), die kurz nach ihrer Ankunft in Paris im Jahr 1935 den Journalisten Sefton Delmer geheiratet hatte. Isabel Delmer wurde Giacomettis Modell für Zeichnungen. Plastiken von ihr gestaltete er zunehmend gestreckt und mit überlangen Beinen. Die erste Skulptur ihres Kopfes aus dem Jahr 1936, genannt Die Ägypterin, erinnert an ägyptische Porträtkunst.
Im Oktober 1938 erlitt Giacometti einen schweren Verkehrsunfall. Als er nachts in Paris unterwegs war, verlor eine alkoholisierte Autofahrerin die Kontrolle über ihr Fahrzeug und erfasste ihn auf der Place des Pyramides auf dem Gehweg. Er wurde am Fuss verletzt – sein rechter Mittelfuss war an zwei Stellen gebrochen – und beachtete die von seinem Arzt verordnete Schonung bis zur Heilung des Bruchs nicht. Seitdem hatte er einen Gehfehler und benötigte bis 1946 Krücken und Stock. Er erzählte oft von diesem Unfall und bezeichnete ihn als einschneidendes Erlebnis in seinem Leben, das «wie ein Stromstoss auf sein schöpferisches und persönliches Leben» gewirkt habe. Giacomettis Biograf Reinhold Hohl wies Spekulationen zurück, dass der Künstler aus Furcht vor einer Amputation traumatisiert gewesen sei und deshalb seine späteren Plastiken mit übergrossen Fusspartien ausgestattet habe.

#### Begegnung mit Jean-Paul Sartre und eine Ausstellung

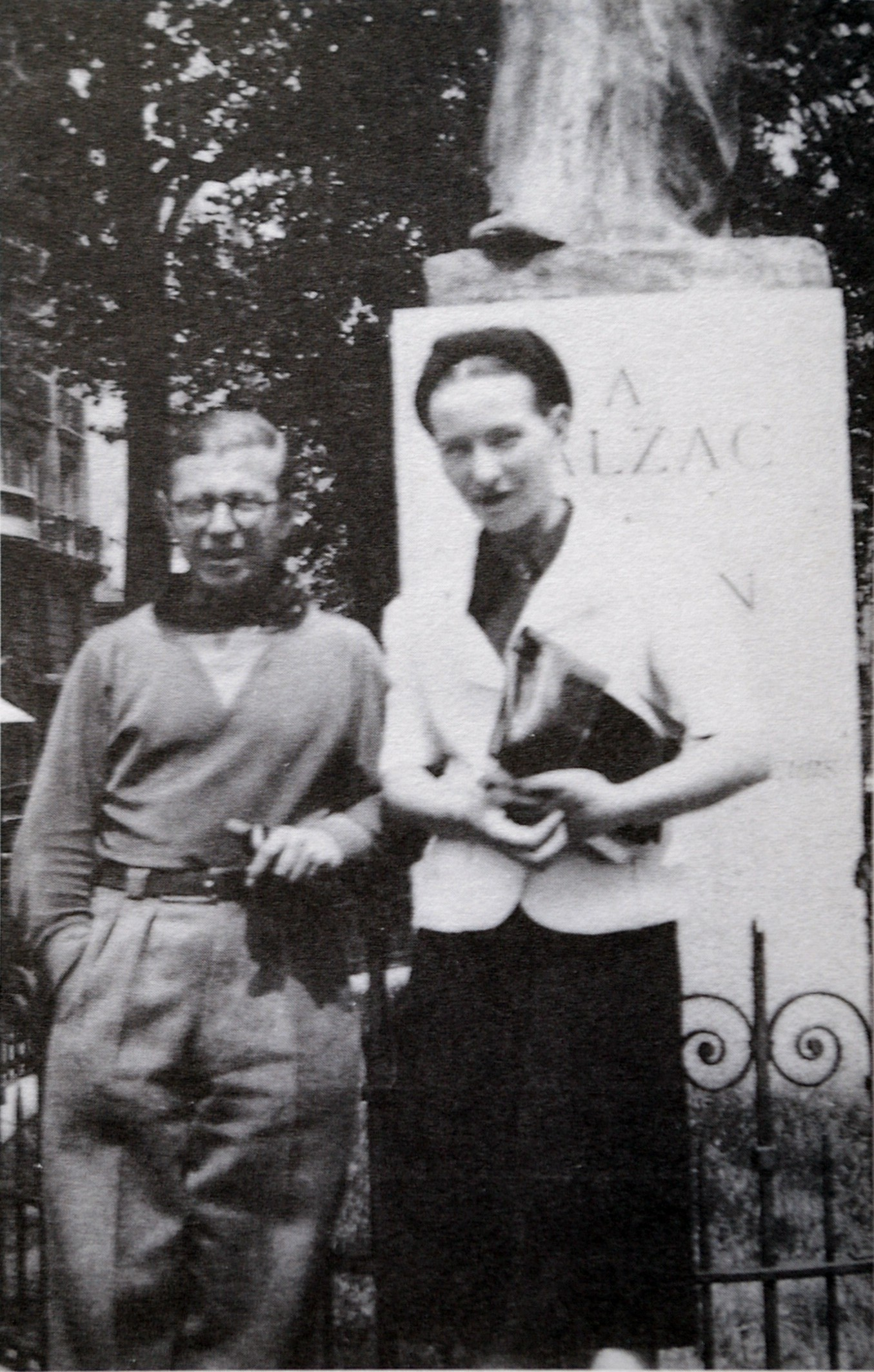
Sartre und Beauvoir am Denkmal Balzacs

1939 lernte Giacometti im Café de Flore den französischen Philosophen Jean-Paul Sartre und dessen Lebensgefährtin Simone de Beauvoir kennen. Nicht lange nach der ersten Begegnung Sartres mit Giacometti verfasste der Philosoph sein Hauptwerk L’Être et le Néant. Essai d’ontologie phénoménologique (Das Sein und das Nichts. Versuch einer phänomenologischen Ontologie), das 1943 erstmals veröffentlicht wurde und in das einige Gedanken Giacomettis einflossen. Die Phänomenologie beschäftigte Giacometti zeitlebens. Seit seiner Studienzeit in Genf war er auf der Suche nach einer neuen künstlerischen Ausdrucksform. 1939 begann er Büsten und Köpfe zu modellieren, die nur noch nussgross waren.
Aufgrund der Vermittlung seines Bruders Bruno nahm Giacometti im Sommer 1939 an der Schweizerischen Landesausstellung in Zürich teil. Eine von ihm geplante Gipsdraperie für die Fassadenverkleidung des Gebäudes «Textil und Mode» erwies sich als technisch nicht durchführbar; die Präsentation einer winzigen Gipsfigur auf einem grossen Sockel in einem der 6 × 6 Meter messenden Innenhöfe desselben Gebäudes wurde abgelehnt, da das Werk als Verhöhnung der beteiligten Künstler angesehen wurde. Stattdessen wurde Giacomettis fast einen Meter hoher Gips Le Cube (Der Kubus) von 1933/1934, der auf der Luzerner Ausstellung 1935 gezeigt worden war, nach Zürich geschafft und ebenerdig aufgestellt.

#### Zweiter Weltkrieg in Genf
Bei Kriegsausbruch im September 1939 hielten sich Alberto Giacometti und sein Bruder Diego in Maloja auf und kehrten Ende des Jahres nach Paris zurück. Giacometti vergrub seine Miniaturskulpturen im Mai 1940 in seinem Atelier – kurz vor dem Einmarsch der deutschen Wehrmacht. Die Brüder flüchteten im Juni mit dem Fahrrad aus Paris, kehrten jedoch nach grausamen Kriegserlebnissen wieder um. Am 31. Dezember 1941 reiste Alberto Giacometti, der wegen seiner Behinderung vom Wehrdienst befreit war und ein Visum für die Schweiz erhalten hatte, nach Genf, während Diego in Paris blieb. Von Januar 1942 bis September 1945 wohnte Alberto Giacometti in Genf, zuerst bei seinem Schwager, Francis Berthoud, später nahm er sich ein einfaches Hotelzimmer; in den Sommermonaten hielt er sich in Stampa und Maloja auf.
Giacomettis Schwester Ottilia war 1937 im Kindbett verstorben, und die Grossmutter Annetta half bei der Erziehung des Kindes. Im Hotelzimmer entstanden winzige Gipsfiguren auf grösseren Sockeln, unter anderem die Figur seines Neffen Silvio. Der Gips Femme au chariot (Frau auf dem Wagen), 1942/1943 in Maloja entstanden, war Giacomettis einzige grossformatige Arbeit während seines Aufenthalts in der Schweiz. In Maloja traf er 1943 den Schweizer Fotografen Ernst Scheidegger, der Giacomettis Skulpturen fotografierte und erstmals autobiografische und dichterische Texte des Künstlers 1958 zusammen mit seinen Aufnahmen in einem Buch im Arche Verlag veröffentlichte. In Genf lernte er den Verleger Albert Skira kennen, für dessen Magazin Labyrinthe Giacometti 1946 den autobiografischen Text Le rêve, le sphinx et la mort de T. (Der Traum, die Sphinx und der Tod von T.) verfasste.

#### Rückkehr nach Paris und ein Stilwandel

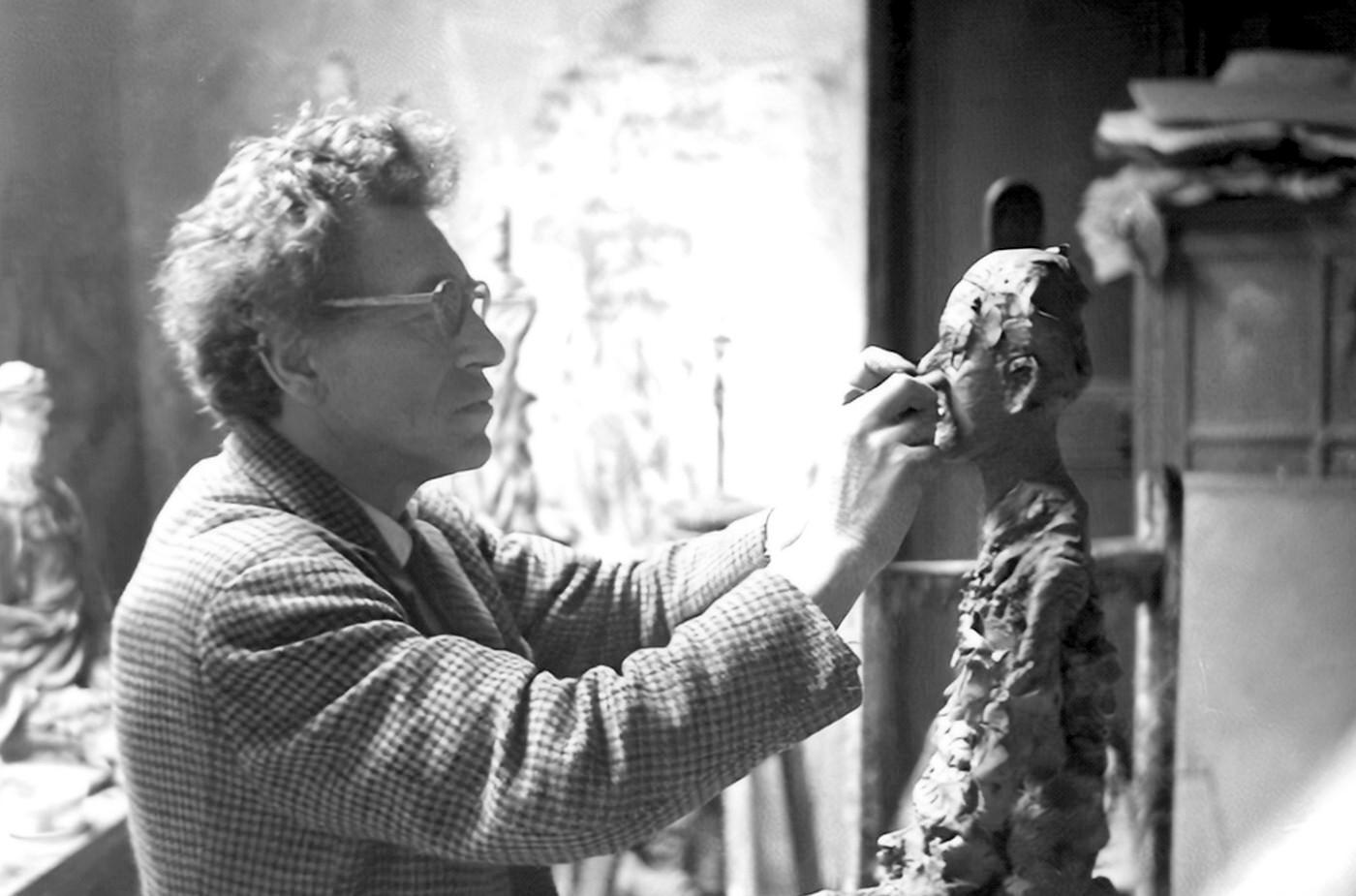
Alberto Giacometti in seinem Atelier in, Montparnasse, Paris, auf einem Foto seiner Frau Annette, 1950er Jahre

Ab September 1945 lebte Giacometti wieder in Paris, zunächst in einem gemieteten Zimmer in der rue Hippolyte-Maindron, zusammen mit seiner langjährigen Freundin Isabel, die sich von Sefton Delmer getrennt hatte und aus London zurückgekommen war. Im Dezember verliess sie ihn, besuchte ihn jedoch gelegentlich weiter in seinem Atelier; 1947 heiratete sie Constant Lambert und nach dessen Tod 1951 Alan Rawsthorne. Anlässlich einer geplanten Ausstellung in der Tate Gallery in London 1962 vermittelte Isabel die Begegnung Giacomettis mit Francis Bacon, der sie ebenfalls porträtiert hatte.
1946 zog Giacometti mit Annette Arm (1923–1993) zusammen, die er 1943 in Genf kennengelernt hatte und 1949 heiratete. Mit ihr als Modell entstand eine umfangreiche Zahl von Zeichnungen, Radierungen, Gemälden und Skulpturen. Die Skulpturen wurden zunehmend länger und dünner und zeigten den Stilwandel, der ihn in den folgenden Jahrzehnten international bekannt machte: «Stecknadel»-Figuren auf hohen Sockeln wichen überschlanken Figuren in Meterhöhe, stabdünnen Figuren mit undeutlicher Anatomie, jedoch mit genauen Proportionen und nur angedeuteten Köpfen und Gesichtern, denen ein erfassender Blick eingeräumt wird.

#### Internationaler Erfolg und Ende einer Freundschaft
Sehr erfolgreich verlief Giacomettis erste Einzelausstellung 1948 in der Galerie von Pierre Matisse in New York, die den Bildhauer in der Folgezeit in den Vereinigten Staaten vertrat. Sammler und einflussreiche Kunstkritiker wie David Sylvester, den Giacometti in der Ausstellung traf, wurden auf ihn aufmerksam. Die Ausstellung, bei der erstmals die schlanken Figuren einem grösseren Publikum präsentiert wurden, begründete seinen Ruhm im angelsächsischen Raum. Jean-Paul Sartre hatte für den Ausstellungskatalog den fast zehnseitigen Essay La Recherche de l’absolu (Die Suche nach dem Absoluten) verfasst, und das amerikanische Publikum sah daraufhin Giacometti als Bildhauer des französischen Existentialismus an.
Der Kunsthistoriker Georg Schmidt kaufte 1950 zwei Gemälde, La Table und Portrait d’Annette, sowie die Bronze Place für die Emanuel Hoffmann-Stiftung im Kunstmuseum Basel zum Preis von 4800 Schweizer Franken, somit gelangten in diesem Jahr die ersten Werke Giacomettis in eine öffentliche Sammlung der Schweiz.

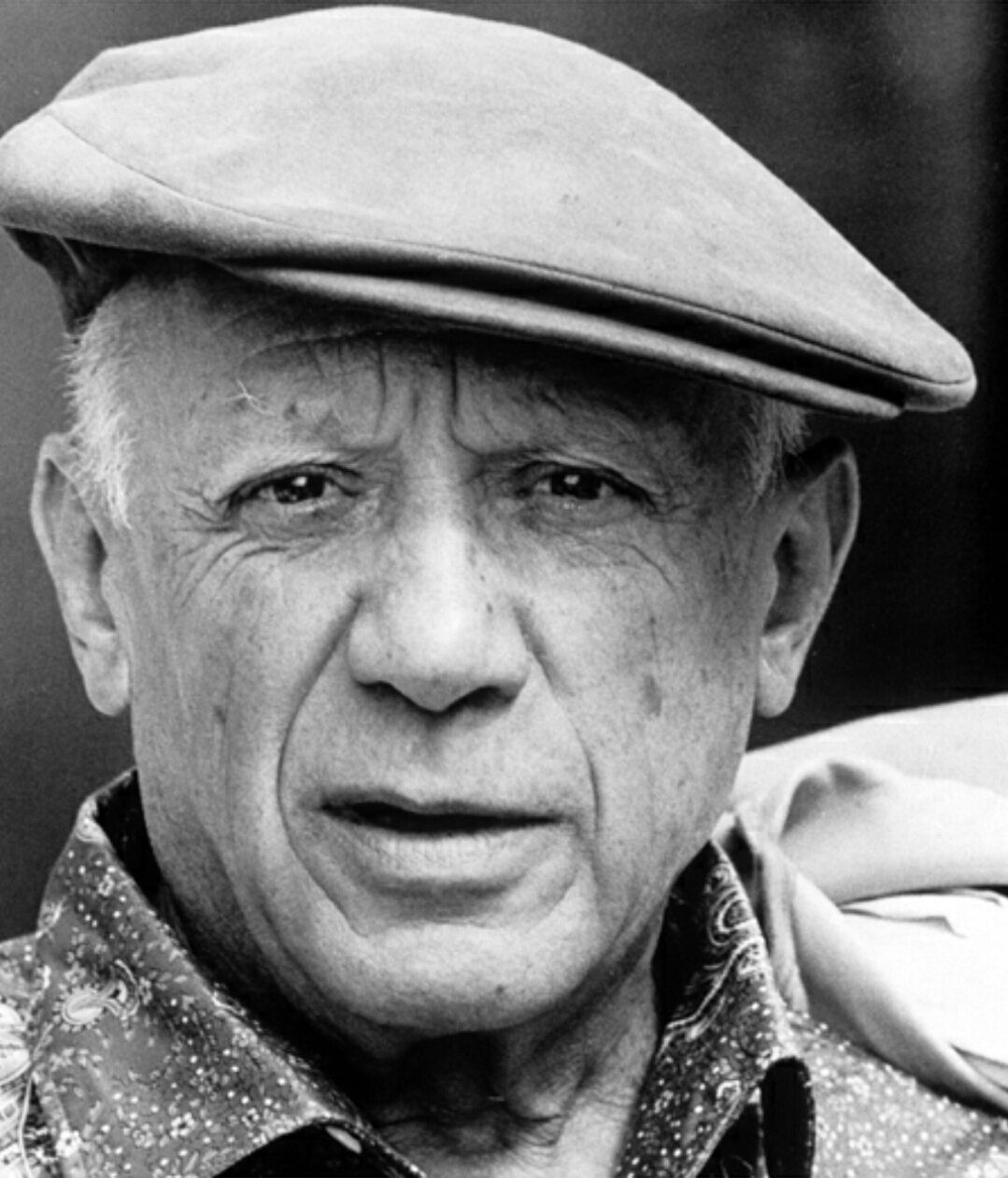
Pablo Picasso, 1962

1951 wurden die schlanken Figuren in der Galerie Maeght erstmals in Paris gezeigt, zahlreiche Ausstellungen in Europa folgten. Giacometti erhielt Aufträge, Radierungen zu Publikationen von Georges Bataille und Tristan Tzara anzufertigen. Im November 1951 besuchte er mit seiner Frau den Verleger Tériade in dessen Landhaus in Südfrankreich, danach reisten sie zu Henri Matisse, der in Cimiez bei Nizza wohnte. Ein Besuch am folgenden Tag galt Pablo Picasso in Vallauris. Nach einem Streit war ihre langjährige Freundschaft beendet. Bei gelegentlich stattfindenden weiteren Begegnungen verhielt sich Giacometti höflich, doch distanziert.

#### Zwei Biografen und neue Figuren
Im Februar 1952 lernte Alberto Giacometti im Café Les Deux Magots seinen späteren Biografen James Lord kennen, der ihm gelegentlich als Modell für Zeichnungen diente. 1964, als sein Porträt entstand, sammelte Lord in den Sitzungen Material für das erste Buch, A Giacometti Portrait (Alberto Giacometti – Ein Portrait), das 1965 vom Museum of Modern Art in New York veröffentlicht wurde.

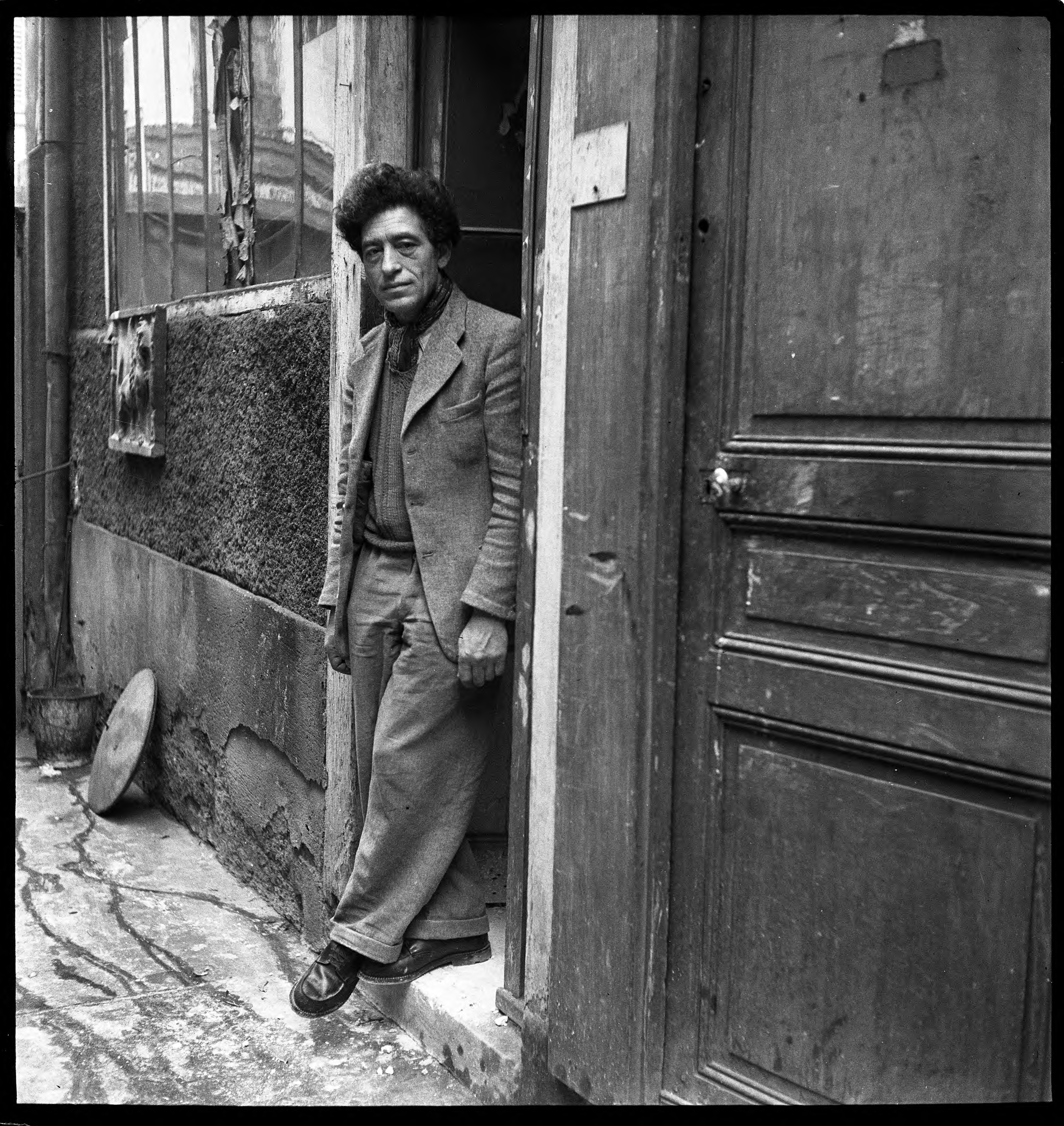
Alberto Giacometti beim Eingang zu seinem Atelier an der rue Hippolyte-Maindron 46, Foto: Emmy Andriesse, Paris, um 1950

1954, im Jahr des Todes von Matisse, der im November verstarb, zeichnete Giacometti von Ende Juni bis Anfang Juli und erneut im September den im Rollstuhl sitzenden Maler mehrmals, um eine von der französischen Münzstätte in Auftrag gegebene Gedenkmünze vorzubereiten, die allerdings nie geprägt wurde. 1956 modellierte Giacometti an einer stehenden Frauenfigur, die er in verschiedenen Fassungen in Ton formte. Von den 15 frontal und unbeweglich stehenden Figuren stellte sein Bruder Diego Gipsabgüsse her. Zehn waren 1956 unter dem Titel Les Femmes de Venise (Die Frauen von Venedig) im französischen Pavillon auf der Biennale in Venedig zu sehen, von denen neun später in Bronze gegossen wurden. Diese Figurengruppe, bestehend aus «verschiedene[n] Versionen einer einzigen Frauenfigur, die nie eine endgültige Form erhielt», wurde 1958 als Bronzeguss erstmals in der Galerie Pierre Matisse in New York gezeigt.
Im November 1955 lernte Giacometti im Café Les Deux Magots den japanischen Philosophieprofessor Isaku Yanaihara kennen, der für eine japanische Zeitschrift einen Artikel über den Bildhauer verfassen sollte. Yanaihara wurde sein Freund und diente ihm ab 1956 als Modell; es entstanden bis 1961 mehrere Gemälde und Skulpturen von ihm. Der japanische Professor gab 1958 die erste Biografie über Giacometti in Tokio heraus.

#### Entwürfe für die Chase Manhattan Bank
Die Chase Manhattan Bank in New York, eine der grössten Banken der Welt, plante im Jahr 1956 die weiträumige Fläche vor einem neu zu errichtenden sechzigstöckigem Gebäude mit Kunstwerken zu beleben. Der Architekt Gordon Bunshaft bat Giacometti sowie seinen amerikanischen Kollegen Alexander Calder um Entwürfe. Giacometti willigte ein, obgleich er weder die örtlichen Gegebenheiten in New York kannte noch bislang Werke der erforderlichen Grösse geschaffen hatte. Er erhielt ein kleines Modell des Bankgebäudes und entwickelte daraufhin bis 1960 seine Entwürfe: eine weibliche Gestalt, von der er vier Versionen in Überlebensgrösse schuf, einen Kopf, der Diego ähnelte, und zwei Schreitende in Lebensgrösse. Da Giacometti mit dem Ergebnis nicht zufrieden war, zerschlug sich der Auftrag. Ein Werk aus der Gruppe ist L’Homme qui marche I (Der schreitende Mann I).

#### Jean Genet und ein neues Modell

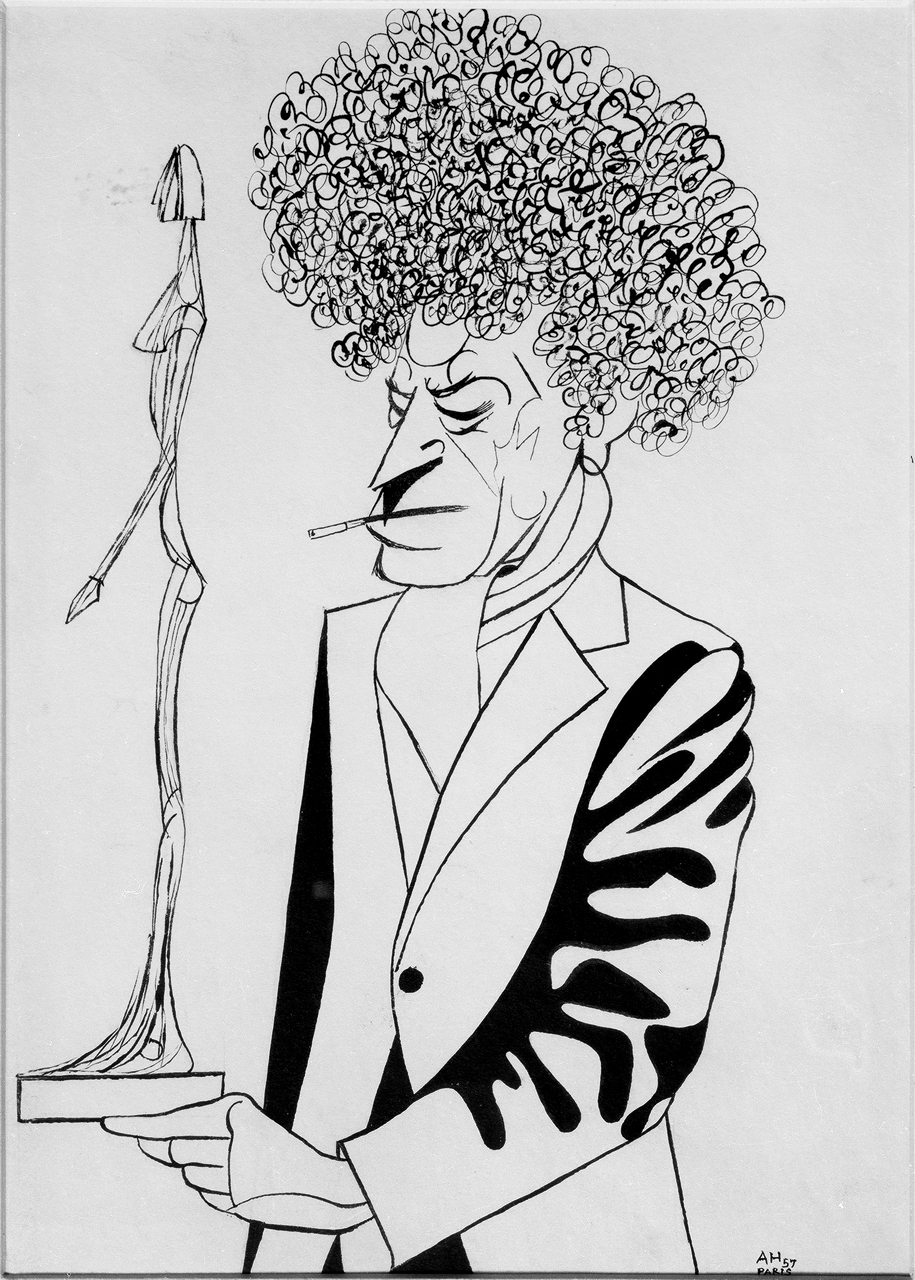
Adolf Hoffmeister: Alberto Giacometti, 1957

1957 begegnete der Künstler dem Komponisten Igor Strawinsky, den er mehrfach zeichnete. In dieser Zeit traf er ebenfalls den französischen Autor Jean Genet und schuf drei Ölporträts und mehrere Zeichnungen von ihm. Genet wiederum schrieb 1957 über den Künstler L’Atelier d’Alberto Giacometti (Das Atelier von Alberto Giacometti). Der Text soll Giacometti viel bedeutet haben, da er sich darin verstanden sah. Picasso beschrieb Genets 45-seitiges Werk als das beste Buch, das er je über einen Künstler gelesen habe. 1959 war Giacomettis Werk Trois hommes qui marchent (Drei schreitende Männer) aus dem Jahr 1947 auf der documenta II in Kassel zu sehen.
Die Bekanntschaft mit der 21-jährigen Prostituierten Caroline (mit bürgerlichem Namen Yvonne-Marguerite Poiraudeau), die Giacometti im Oktober 1959 in der Bar Chez Adrien machte, führte zu einer Affäre, die bis zu seinem Tod andauerte. Die Verbindung mit der jungen Frau aus dem Rotlichtmilieu erwies sich als Belastung für Annette und Diego Giacometti. Caroline wurde in dieser Zeit ein wichtiges Modell, und Giacometti schuf viele Porträts von ihr. Der Künstler war inzwischen weltberühmt und erhielt von seinen Händlern Pierre Matisse und Aimé Maeght grosse Summen für seine Werke. Er änderte seine Lebensgewohnheiten nicht, lebte weiterhin bescheiden, aber ungesund – er ass wenig, trank viel Kaffee und rauchte Zigaretten. Das erworbene Vermögen verteilte er an seinen Bruder Diego, an seine Mutter bis zu ihrem Tod im Januar 1964 und an seine nächtlichen Bekanntschaften. 1960 kaufte er für Diego ein Haus, für Annette und Caroline Wohnungen, wobei die Wohnung für sein Modell die luxuriösere war.

#### Späte Jahre

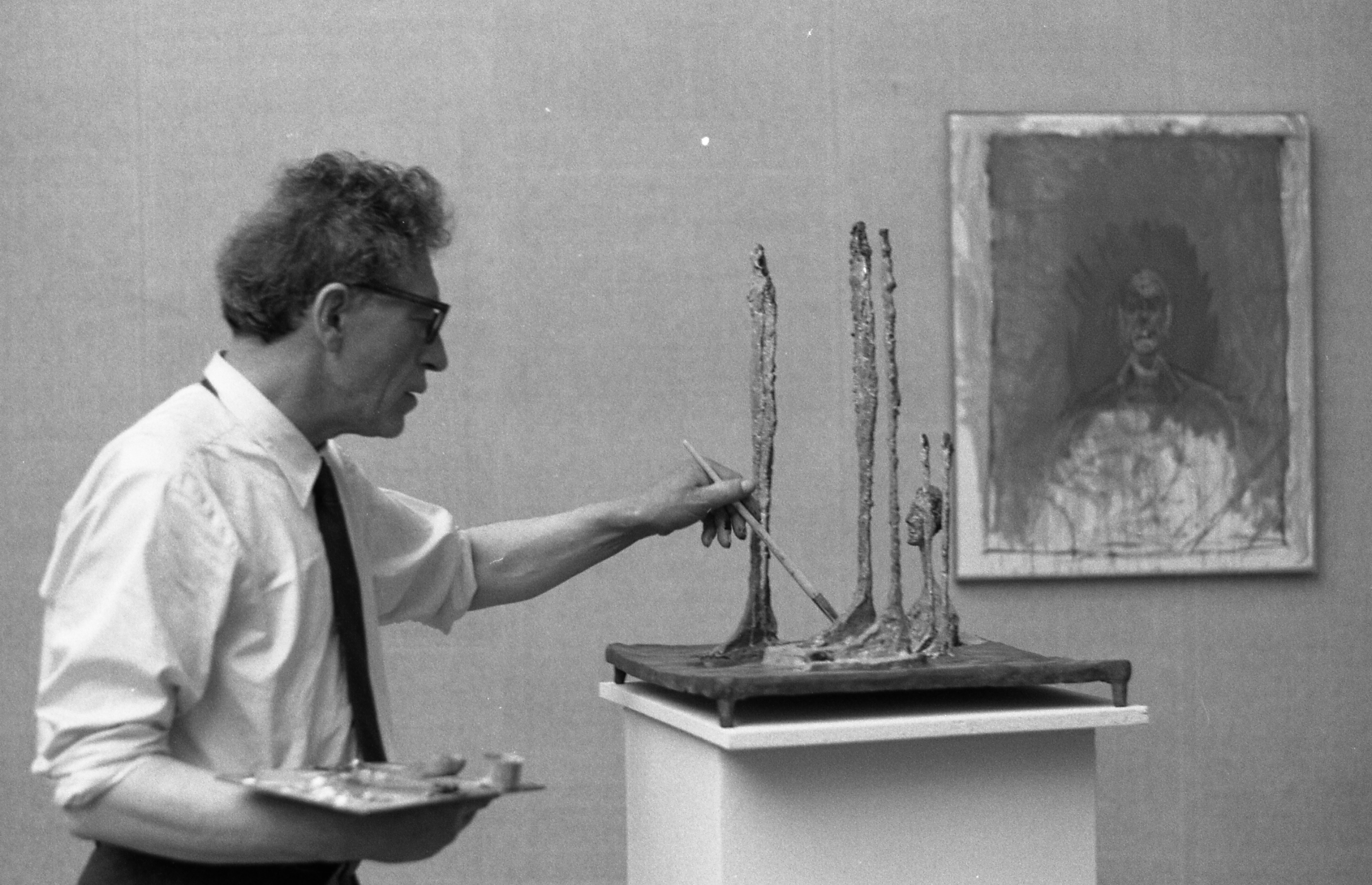
Giacometti in Venedig (1962)

Samuel Beckett, den Giacometti seit 1937 kannte und mit dem er oft über die Schwierigkeiten der Künstlerexistenz in Pariser Bars debattierte, bat ihn im Jahr 1961 um Mitwirkung an einer Neuinszenierung von Warten auf Godot, uraufgeführt im Januar 1953. Giacometti schuf im Pariser Théâtre de l’Odéon einen kargen Baum aus Gips als Bühnendekoration, in der das Drama menschlicher Einsamkeit unter der Regie von Roger Blin im Mai 1961 gezeigt wurde. Im folgenden Jahr erhielt Alberto Giacometti den Grossen Preis für Bildhauerei der Biennale in Venedig, der ihn weltweit berühmt machte. 1963 musste er sich im Februar des Jahres einer Operation unterziehen, da er an Magenkrebs erkrankt war.
1964 verwirklichte Giacometti die mehrfigurige Platzkomposition im Hof der Fondation Maeght in Saint-Paul-de-Vence, bestehend aus L’Homme qui marche II, Femme debout III und L’Homme qui marche I, und war ein weiteres Mal auf der documenta in Kassel vertreten. Im selben Jahr kam es zum Bruch der Freundschaft mit Sartre, als dessen autobiografisches Buch Les mots veröffentlicht wurde. Giacometti sah darin seinen Unfall und dessen Folgen falsch dargestellt. Sartre hatte als Unfallort irrtümlich die Place d’Italie genannt und Giacometti mit den Worten zitiert: «Endlich einmal erlebe ich etwas! […] Also war ich nicht dazu bestimmt, Bildhauer zu werden, vielleicht war ich nicht einmal für das Leben bestimmt; ich war zu nichts bestimmt.» Eine Versöhnung mit Sartre lehnte Giacometti ab. Im darauf folgenden Jahr reiste er trotz angegriffener Gesundheit in die Vereinigten Staaten zu einer Retrospektive seiner Werke im Museum of Modern Art in New York.

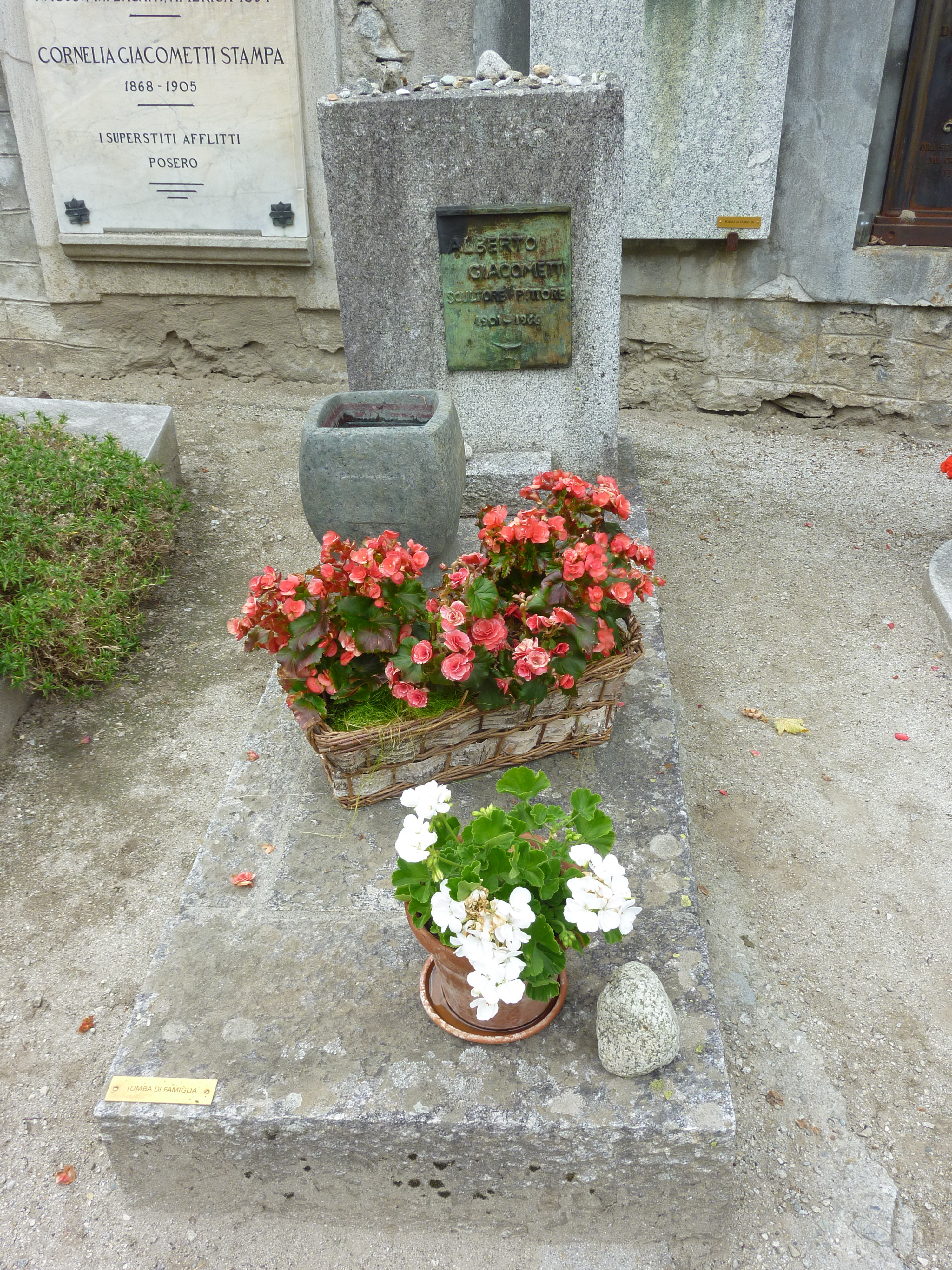
Giacomettis Grab auf dem Friedhof bei der Kirche San Giorgio, Borgonovo

Giacometti starb 1966 im Kantonsspital Graubünden in Chur an einer Perikarditis als Folge einer chronischen Bronchitis. Am 15. Januar 1966 bewegte sich ein langer Trauerzug von seinem Atelier in Stampa nach Borgonovo, wo Pfarrer Ugo Monaco die Abdankung hielt. Diego Giacometti stellte den Bronzeabguss des letzten Werks seines Bruders auf das Grab, die dritte Skulptur des französischen Fotografen Eli Lotar. Die in feuchte Lappen gewickelte Tonfigur hatte Diego im Atelier vorgefunden. Einen eigenen kleinen Bronzevogel stellte er daneben. An der Beerdigung nahmen neben den Angehörigen und vielen Freunden und Kollegen aus der Schweiz und Paris auch Museumsdirektoren und Kunsthändler aus der ganzen Welt teil, ebenso Vertreter der französischen Regierung, der Bundesrat Hans-Peter Tschudi und der eidgenössischen Behörden.

Beerdigung von Alberto Giacometti
Trauerzug, Beerdigung von Alberto Giacometti in Stampa, Foto: Herbert Maeder, 1966
Am Grab, Foto: Ders.
Bundespräsident Hans-Peter Tschudi, Foto: Ders.

## Nachlass

### Alberto Giacometti-Stiftung

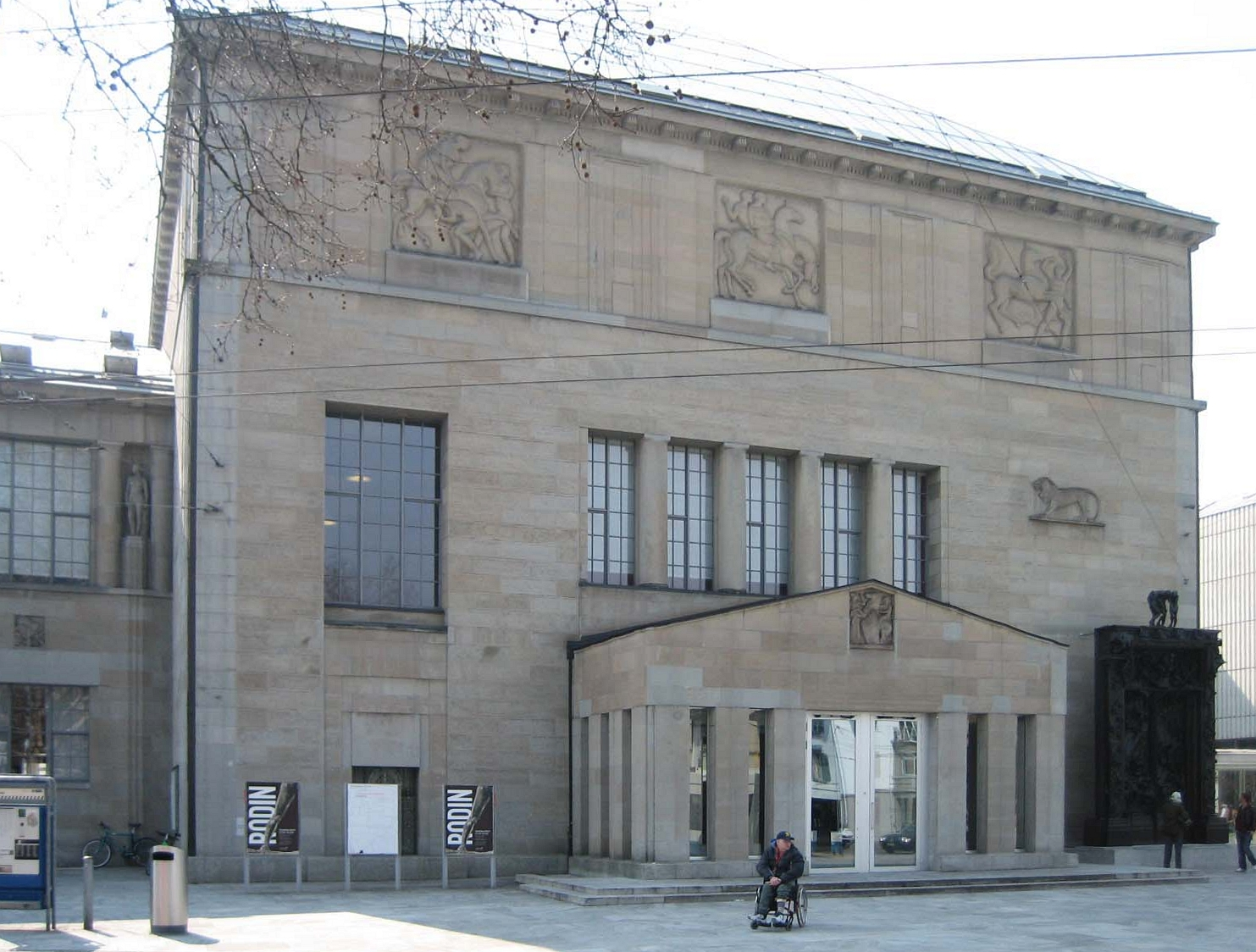
Kunsthaus Zürich

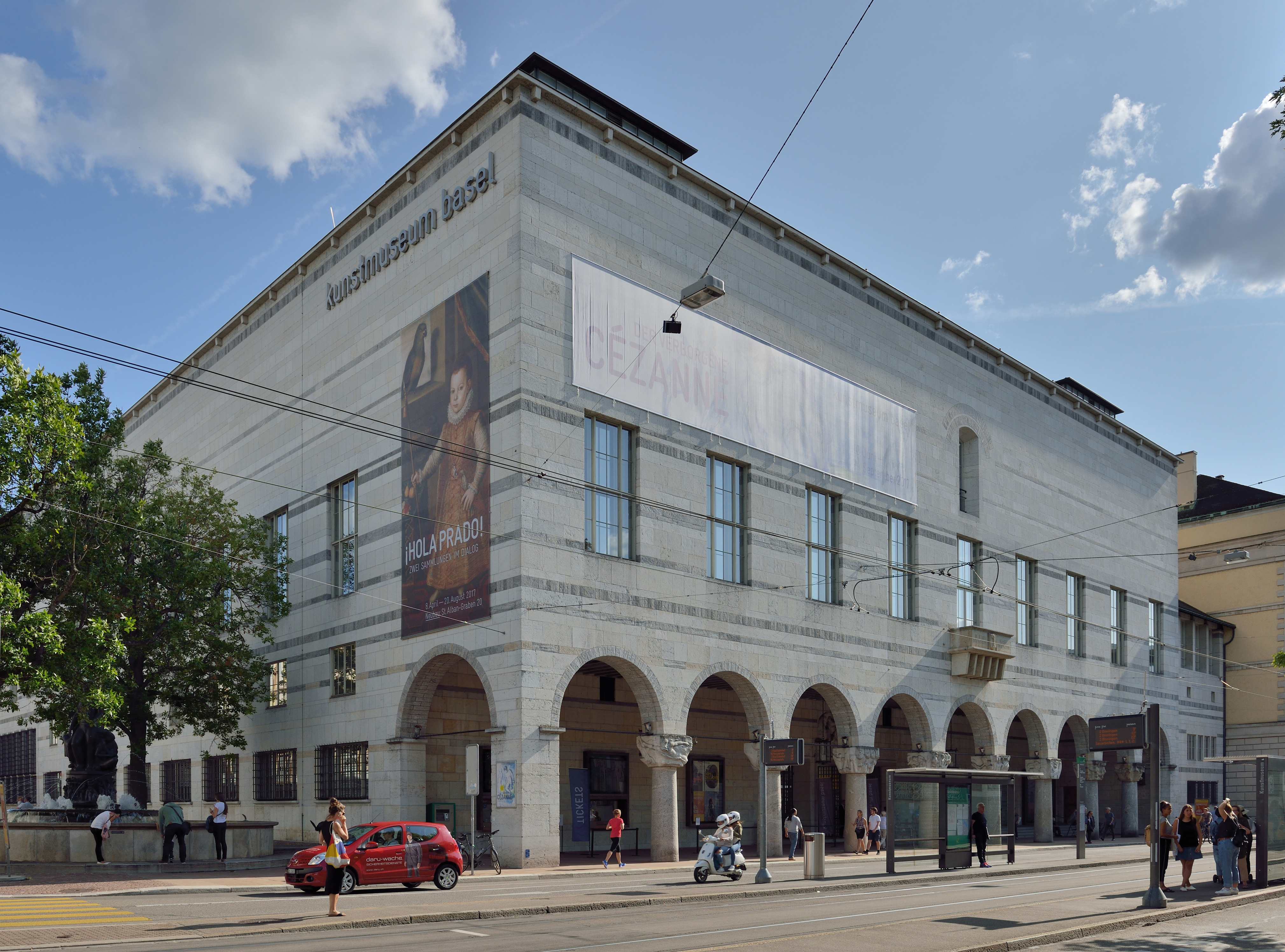
Kunstmuseum Basel

Noch zu Lebzeiten des Künstlers wurde 1965 die Alberto Giacometti-Stiftung aus privaten und öffentlichen Mitteln von einer Gruppe von Kunstfreunden um Hans C. Bechtler und dem Schweizer Galeristen Ernst Beyeler in Zürich gegründet, die die Giacometti-Bestände des Pittsburger Industriellen David Thompson erwarben. Thompson besass zahlreiche wichtige Skulpturen aus der avantgardistischen Periode von 1925 bis 1934 und Exemplare der meisten Hauptwerke von 1947 bis 1950, den schöpferischsten Phasen Giacomettis. Der Künstler selbst ergänzte das spätere Werk durch eine Gruppe von Zeichnungen und etliche Gemälde. 2006 schenkten enge Freunde von Hans C. Bechtler, Bruno und Odette Giacometti aus dem Nachlass Alberto Gaicomettis der Stiftung 75 Gipse und 15 Bronzen.
Heute besitzt die Stiftung 170 Skulpturen, 20 Gemälde, 80 Zeichnungen, 23 Skizzenhefte, 39 Bücher mit Randzeichnungen und Druckgrafik. Dieser Bestand umfasst das Lebenswerk Alberto Giacomettis von seinen frühesten bis zu den letzten Werken in allen wesentlichen Aspekten und zahlreichen, überraschenden Facetten.
Die Sammlung der Alberto Giacometti-Stiftung wird zum grossen Teil im Kunsthaus Zürich aufbewahrt und in der ständigen Schausammlung präsentiert. Hier ist auch die Verwaltung und die Dokumentation domiziliert. Ein Viertel des ursprünglichen Bestandes wird im Kunstmuseum Basel und zehn Prozent im Kunstmuseum Winterthur gezeigt.

### Fondation Giacometti
Eine weitere Stiftung, die Fondation Alberto et Annette Giacometti in Paris, kam nur mit Mühe zustande. Annette Giacometti starb im Jahr 1993 in einer psychiatrischen Klinik an Krebs. Sie hinterliess 700 Werke ihres Mannes und Archivmaterial im Wert von 150 Millionen Euro. Annettes Bruder und Vormund Michael Arm bestritt die Gültigkeit ihres Testaments von 1990, in dem sie verfügt hatte, dass der grösste Teil des Giacometti-Vermögens zur Gründung der Fondation Alberto et Annette Giacometti dienen solle. Weitere Probleme ergaben sich durch die Weigerung des Vereins Giacometti, den die Witwe 1989 als Vorstufe für die Stiftung gegründet hatte, sich aufzulösen und Stiftungskapital frei zu geben. Die geplante Fondation musste gegen den Verein Giacometti klagen. Die folgenden Auseinandersetzungen erforderten hohe Summen an Kapital, die durch Versteigerungen von Giacomettis Werken erbracht werden mussten.
Per Dekret vom 10. Dezember 2003 beendete der damalige französische Premierminister die Querelen, so dass die Fondation Alberto et Annette Giacometti anschliessend ins Leben gerufen werden konnte.

Erika Billeter, Vizedirektorin des Kunsthauses Zürich vor der Bronzeskulptur Le chariot, 1950, von Alberto Giacometti, Comet Photo, Bildarchiv der ETH Zürich

Die Fondation gründete zusammen mit den anderen Rechteinhabern – Alberto Giacometti-Stiftung, Zürich und die Erben von Silvio Berthoud (die Streitgenossen Berthoud) – im April 2004 das Comité Giacometti, das gegen Fälschungen vorgeht, Expertisen ausstellt und Reproduktionsgenehmigungen erteilt.
Im Jahr 2011 stiftete sie den Prix Annette Giacometti zur Wahrung des Urheberrechts für Kunstwerke und Künstler. Heute betreibt die Fondation Giacometti mit ihrem Institut Giacometti ein Forschungszentrum mit Ausstellungen, Kolloquien, einer Schule, Stipendien und Publikationen.

### Sammlungen
Die umfangreichsten Sammlungen der Werke Giacomettis sind heute im Kunsthaus Zürich und in der Fondation Beyeler in Riehen als Leihgabe der Alberto Giacometti-Stiftung sowie in der Fondation Alberto et Annette Giacometti in Paris zu sehen. Letztere besitzt vor allem Gegenstände aus Giacomettis Atelier, darunter Wandteile, Möbel und Bücher. Weitere bedeutende Sammlungen befinden sich im Museum of Modern Art in New York, im Louisiana-Museum in Dänemark und in der Fondation Maeght in Saint-Paul-de-Vence. Einen guten Überblick über Giacomettis druckgrafisches Œuvre bietet die Sammlung Carlos Gross in Sent.
Mit der Schenkung von 17 Skulpturen, darunter die bekannten Werke Die Frau von Venedig V, (1956) und Die grosse Frau III, (1960) des Bildhauers als Dauerleihgabe 2025 an das Musée cantonal des Beaux-Arts de Lausanne
besitzt dieses in der Westschweiz die bedeutendste Sammlung des Künstlers.

## Werk
Giacometti stellte zeitlebens hohe Ansprüche an sein Werk. Häufig plagten ihn Zweifel, die bis zur nächtlichen Zerstörung seiner Arbeit und dem Neubeginn am nächsten Tag führten. Noch «im Dezember 1965 sagte er, er werde niemals das Ziel erreichen, das er sich gesteckt habe, seit dreißig Jahren habe er immer geglaubt, morgen sei es so weit […]»

### Zeichnungen, Gemälde und Lithografien
Alberto Giacometti

Autoritratto (Selbstbildnis) Alberto Giacometti, 1921

Öl auf Leinwand

82,5 × 70 cm

Kunsthaus Zürich, Zürich

Link zum Bild

(Bitte Urheberrechte beachten)
Giacomettis kindliche Malerei Stillleben mit Äpfeln von 1913 zeigt den divisionistischen Stil, der für seinen Vater Giovanni charakteristisch war. Während der Vater um Vereinheitlichung und Belebung der Fläche bemüht war, sah der Sohn indes auf den Gegenstand und dessen Körperhaftigkeit. Nach den malerischen Anfängen im Elternhaus und in der Schule in Schiers setzte er die Malerei während seines Studiums in Genf ab 1919 fort. Um 1925 verdrängte die Hinwendung zur Bildhauerei in Paris die Malerei nahezu völlig. Die Porträts des Vaters aus den Jahren 1930 und 1932, drei Gemälde 1937, darunter Pomme sur le buffet (Apfel auf dem Buffet) und ein Porträt der Mutter, sowie ein Frauenporträt 1944 blieben Ausnahmen. Die Bilder aus dem Jahr 1937, die nach dem Bruch mit den Surrealisten entstanden, unterscheiden sich stilistisch von seinem früheren Werk und gelten heute als Beginn seiner reifen Malerei.
Während der Kriegsjahre in der Schweiz nahm das Zeichnen einen grossen Raum in Giacomettis künstlerischer Betätigung ein. Er kopierte zum Beispiel Cézanne nach Reproduktionen aus Büchern. Diese Zeichnungen dienten ihm dazu, die Werke früherer Künstler und Kulturen zu studieren und sein Verhältnis zu ihnen zu klären, da er sein Werk in deren Fortsetzung verstand. Denn in seinen Kopien analysierte er die Vorlagen nicht hinsichtlich ihrer ursprünglichen Funktion oder kunsthistorischen Bedeutung, vielmehr interessierten ihn deren Struktur und Komposition. Bleistiftzeichnungen aus den Jahren 1946/47 von Personen, die sich im Aussenraum bewegen, dokumentieren Giacomettis neue Figurenauffassung. Als langgestreckte, weit ausschreitende Strichfiguren finden sie in der Folge ihre Umsetzung in seiner Plastik und begründen den sogenannten «Giacometti-Stil», bei dem sich der Bildhauer der phänomenologischen Wahrnehmung der Figuren im Raum annahm. Da jeder Gegenstand Raum um sich hat und immer aus einer gewissen Distanz betrachtet werden muss, wird zwangsläufig das Gesichtsfeld mehr vertikal als horizontal belegt, wodurch zum Teil die Dünnheit seiner Figuren zu erklären ist.
Giacomettis malerisches und zeichnerisches Werk nach 1946 behandelt vor allem Porträtköpfe und die menschliche Gestalt, die ihn zu immer neuen Metamorphosen anregte. Die perspektivisch entrückten winzigen Büsten auf den grossen Sockeln (1938 bis 1945) verweisen auf den künstlerischen Blick des Zeichners und Malers. Die «wie Zeichen im Raum stehenden Stabgestalten» (ab 1947) werden auf dem Bildträger oft mit «malerischen Raumgehäusen» versehen, in denen die «porträtierten Personen als ektoplastische», das heisst von ausserhalb plastizierte, «oder gespiegelte Körper erscheinen». Die Gemälde Giacomettis zeigen eine reduzierte Farbpalette aus Grau-Violett über ein Rosé-Gelb bis hin zu einem Schwarz-Weiss, die auf der Leinwand «gedämpft zusammenklingen.»
Alberto Giacometti

Caroline, 1961

Öl auf Leinwand

100 × 82 cm

Fondation Beyeler, Riehen bei Basel

Link zum Bild

(Bitte Urheberrechte beachten)
Das malerische Werk lässt sich in die Phasen 1946 bis 1956 und in die darauffolgenden Jahre bis zu seinem Tod 1966 einteilen. Thematik und Malstil seiner Bilder sind gleichbleibend: frontale Abbildungen seiner Frau Annette, seines Bruders Diego, seiner Mutter sowie die seiner Freunde und in den letzten Jahren die seiner Geliebten Caroline; Landschaften, Ansichten seines Ateliers oder Stillleben sind gelegentliche Sujets. Variiert wird der Hintergrund. So zeigen Arbeiten aus der ersten Phase eine dargestellte Figur oder ein Objekt in einem weiten, klar erkennbaren Umfeld, das beispielsweise als Giacomettis Atelier identifiziert werden kann, während in der zweiten Phase das zentrale Motiv die Komposition beherrscht und ein Umfeld nur andeutungsweise erkennbar ist.
Ein Anlass für lithografische Arbeiten war 1951 Giacomettis erste Ausstellung in der Galerie Maeght, die im Juni und Juli stattfand. Er schuf Illustrationen für die Galeriezeitschrift Maeghts, Derrière le miroir, die die Ausstellung begleitete. Die Themen der Illustrationen waren Atelier-Darstellungen. Die ab 1953 entstandenen zahlreichen Radierungen und Lithografien greifen «das Thema der menschlichen Gestalt als Bezugsachse der Durchdringung der Raumdimensionen auf, das sein skulpturales Werk charakterisiert» und «in Konfrontation mit den Zeichen der Raumperspektive moduliert.» Giacomettis wichtigstes lithografisches Werk ist das Mappenwerk Paris sans fin mit 150 Lithografien, sie erinnern an die Orte und Personen in Paris, die ihm wichtig waren. Paris sans fin wurde 1969 postum von seinem Freund, dem Kunstkritiker und Verleger Tériade, veröffentlicht.

### Skulpturen, Plastiken, Objekte

#### Frühwerk und surrealistische Phase
Alberto Giacometti

Femme égorgée, 1932

Bronze (gegossen 1940)

23,2 × 57 × 89 cm

Centre Pompidou, Paris

Link zum Bild

On ne joue plus, 1932

Marmor, Holz, Bronze

4,1 × 58 × 45,2 cm

Sammlung Patsy R. und Raymond D. Nasher, Dallas, Texas

Link zum Bild

(Bitte Urheberrechte beachten)
In Giacomettis Frühphase entstand im Jahr 1925 die postkubistische Skulptur Torse (Torso); diese Phase dauerte bis etwa 1927, als er die Afrikanische Kunst und dabei insbesondere den bildlichen Ausdruck der Zeremonien-Löffel der westafrikanischen Dan-Kultur erforschte, bei dem die Höhlung des Utensils Löffel den Mutterleib symbolisiert. Aus dem Jahr 1926 stammt sein Werk Femme cuillère (Löffelfrau), das als eines der Hauptwerke Giacomettis jener Zeit gilt. Giacomettis Interesse für diese Kunst wurde durch neue Publikationen, die sich mit dem Thema befassten, wie die 1922 erschienene französische Ausgabe von Carl Einsteins Negerplastik und durch eine Ausstellung im Winter 1923/24 im Musée des Arts décoratifs in Paris geweckt.
Die als surrealistisch bezeichnete Phase reichte von 1930 bis zum Sommer 1934 und endete endgültig 1935, nach dem Ausschluss aus dem Kreis der Surrealisten. Als Giacometti erstmals 1930 in der Galerie von Pierre Loeb, Paris, zusammen mit Hans Arp und Joan Miró ausstellte, zeigte er eine Plastik mit erotischer Symbolwirkung, Boule suspendue (Schwebende Kugel), die aus einem kräftigen Metallgestell mit einer beweglichen Konstruktion im Innern besteht. Der Bildhauer beschrieb sie 1948 in einem Brief an Pierre Matisse als aufgeschnittene schwebende Kugel in einem Käfig, die auf einem Croissant gleitet. Mit dieser Arbeit vollzog Giacometti den Übergang zur mobilen Plastik und zur Objektkunst. Zudem schuf Giacometti horizontal gelagerte Plastiken wie das aggressive, sexuell anmutende Objekt Pointe à l’œil (Stachel ins Auge), 1931, das die surrealistische Verbindung von Auge und Vagina zeigt, sowie Motive der Folterung wie Main prise (Gefährdete Hand), 1932.
1932, als Giacometti bereits zehn Jahre in Paris lebte, schuf er das «Brettspiel» On ne joue plus (Das Spiel ist aus), eine Totenstadt mit kraterartigen Vertiefungen, Feldbegrenzungen und einem geöffneten Sarg, Gerippen, zwei Figuren und dem spiegelverkehrt eingeritzten Titel. Es ist ein Spiel, bei dem «das Leben und vor allem der Tod zum unergründlichen, unerforschlichen Spiel» werden. Aus diesem Jahr stammt ebenfalls Femme égorgée (Frau mit durchschnittener Kehle), die 1940 in Bronze gegossen und im Oktober 1942 von Peggy Guggenheim in ihrem gerade neu eröffneten New Yorker Museum Art of This Century gezeigt wurde. Eine Zeichnung gleichen Titels diente als Vorlage für eine Illustration des Textes Musique est l’art de recréer le Monde dans le domaine des sons von Igor Markevitch in der surrealistischen Zeitschrift Minotaure, Jg. I, 1933, Heft 3–4, S. 78. Anlass waren zwei im Februar und August des Jahres 1933 begangene Verbrechen in Le Mans und Paris – die sadistische Bluttat der Schwestern Christine und Lea Papin und der Giftmord der Gymnasiastin Violette Nozière an ihren Eltern. Über seine letzte surrealistische Figur, 1 + 1 = 3, ein etwa anderthalb Meter hohes konusförmiges Werk aus Gips, an dem er im Sommer 1934 arbeitete, schrieb Giacometti 1947: «er sei damit nicht zurechtgekommen und hätte deshalb das Bedürfnis gehabt, einige Studien nach der Natur zu machen […]». Er arbeitete daraufhin an zwei Köpfen, als Modell diente ihm Diego und ein Berufsmodell; dieser Wandel war mit ein Anlass, ihn des Verrats an der surrealistischen Bewegung zu bezichtigen.

#### Die schlanken Bronzen
Alberto Giacometti

L’Homme au doigt, 1947

Bronze

178 × 95 × 52 cm

Tate Modern, London

Link zum Bild

(Bitte Urheberrechte beachten)
Quatre figurines sur base, 1950

Bronze, bemalt

162 × 42 × 32 cm

Tate Modern, London

Link zum Bild

(Bitte Urheberrechte beachten)
1935 nahm Giacometti die Naturstudien und die Arbeit an der menschlichen Gestalt erneut auf und setzte sich bis 1945 vor allem mit dem Modell und mit der «Übermacht des Raumes» auseinander. Giacometti suchte seine Skulpturen «bis auf die Knochen, bis zum Unzerstörbaren» zugunsten des sie umgebenden Raums zu reduzieren, mit der Folge, «daß die Figuren und Köpfe sich […] immer mehr zusammenzogen, sich reduzierten und immer dünner wurden.» Die Büste seines Bruders Diego, der ihm in diesen Jahren immer wieder Modell stand, «ließ sich endlich samt dem Sockel in eine kleine Streichholzschachtel packen!» Ein weiteres Stilmittel, die räumliche Distanz zum Modell in der Skulptur in die adäquate Form zu bringen, waren Quadersockel, die weitaus grösser waren als die Figuren selbst. Als «äusserer Anlass», zunehmend «‚phänomenologische‘ Erfahrungen in seinen Plastiken zum Tragen zu bringen», wird seine Beobachtung angeführt, «wie Isabel sich im Jahr 1937 auf dem Boulevard Saint-Michel von ihm entfernte, kleiner und kleiner wurde, ohne dass sich ihr Bild, die visuelle Erinnerung, verlor.»
Ab 1946 wuchsen Giacomettis Figuren zunehmend in die Länge, die Körper wirkten mit den im Verhältnis riesengrossen Füssen fadendünn. Die Oberflächenstruktur und die Streckung der Figuren zeigt eine «Verwandtschaft» mit den Skulpturen Germaine Richiers, die wie Giacometti an der Académie de la Grande Chaumière im Atelier von Émile-Antoine Bourdelle studiert hatte. Erst als die schmalen Figuren in etwa menschliche Höhe erreichten, wie zum Beispiel L’homme au doigt (Mann mit zeigend ausgestreckter Hand), 1947, erfuhr Giacometti die Anerkennung als Vertreter der französischen Nachkriegsbildhauerei; seine früheren kleinen Figuren wurden kaum beachtet und als Studien angesehen.
1947 und 1950 entstanden die zwei autobiografischen Skulpturen Tête d’homme sur tige (Kopf auf einem Stab) und die im Jahr 1965/66 gegossene Bronze Quatre figurines sur base (Vier Figuren auf einer Basis). Bei Letzterer positionierte Giacometti vier je 12 cm hohe Figuren, vier Tänzerinnen des Pariser Nachtlokals «Le Sphinx», auf einen trapezförmigen Sockel und stellte diesen wiederum auf einen hochbeinigen Modelliertisch. Inspiriert wurden die Arbeiten durch einen letzten Besuch des von ihm bevorzugten Bordells angesichts der bevorstehenden Schliessung der öffentlichen Nachtlokale 1946, in dessen Anschluss sein Text Le rêve, le sphinx et la mort de T. (Der Traum, die Sphinx und der Tod von T.) entstand.

#### Spätwerk
Alberto Giacometti

La jambe, 1958

Bronze (zwei Teile), mit Gold patiniert

145 × 46,5 × 26,3 cm

Kunstmuseum Basel, Basel

Link zum Bild

(Bitte Urheberrechte beachten)
L’Homme qui marche I, 1960

Bronze (gegossen 1961)

Höhe: 183 cm

Link zum Bild

(Bitte Urheberrechte beachten)
Eli Lotar III, 1965

Bronze

65 × 25 × 35 cm

Beyeler Stiftung, Basel

Link zum Bild

(Bitte Urheberrechte beachten)

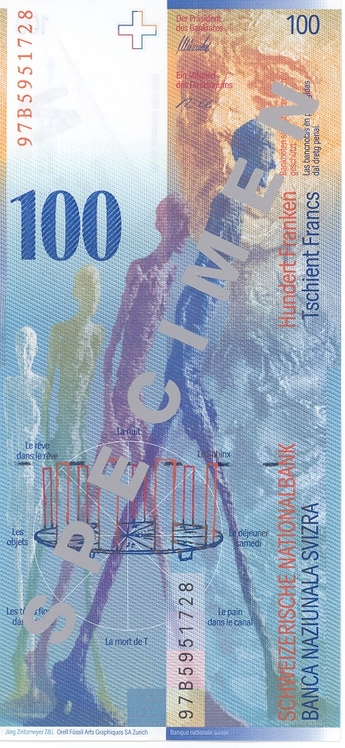
L’Homme qui marche I auf der Schweizer 100-Franken-Banknote, herausgegeben 1998

Ab 1952 schuf Giacometti neben den schlanken Figuren und Figurengruppen wie Les Femmes de Venise (Die Frauen von Venedig) von 1956 und L’Homme qui marche I (Der schreitende Mann I) von 1960 kompakte Büsten, Köpfe und Halbfiguren, unter anderem nach seinem Bruder Diego, seiner Frau Annette und Isaku Yanaihara, sowie drei Büsten des Fotografen Eli Lotar, die als «Torso gegeben» sind.  Kennzeichnend für die späten Skulpturen sind der vorgestreckt dargestellte Kopf, die hervorquellenden Augen, eine nur angedeutete Nase und ein wie mit dem Messer geschnittener Mund, wie zum Beispiel bei Buste d’homme (Diego) New York I (Büste eines Mannes [Diego] New York I) aus dem Jahr 1965. Der auf die Form eines Kreuzes reduzierte Oberkörper stützt den auf einem schmalen Hals sitzenden Kopf. Eli Lotar III von 1965 wurde Giacomettis letztes Werk, das als Tonfigur unvollendet in seinem Atelier zurückblieb. Die kniende Gestalt, deren Oberfläche wie die Form einer erstarrten Kaskade wirkt, wird von einem schmalen Hals und Kopf beherrscht.
1958 verwirklichte Giacometti die Skulptur La jambe (Das Bein), ein isoliertes, vom Rest des Körpers abgetrenntes Bein, an dessen Spitze des langgestreckten Oberschenkels eine offene Wunde klafft. Diese schwebte ihm bereits im Jahre 1947 vor, dem Jahr, in dem er Skulpturen wie Tête d’homme sur tige (Kopf auf einem Stab) oder Le nez (Die Nase) in ihren jeweiligen Fassungen realisierte. Die Ursache für die Entstehung dieser «isolierten Körperteile» ist einerseits das kollektive Kriegstrauma nach dem Zweiten Weltkrieg, andererseits der eigene Verkehrsunfall in der Nacht des 10. Oktober 1938 auf der Place des Pyramides in Paris. Bereits zuvor hatte der Bildhauer das «vereinzelte Bein» in Überlebensgrösse auf die Wand seines Ateliers skizziert und konnte nun nach Jahren der Verdrängung das Bein als «Schlussstein einer Werkgruppe der Körperfragmente abarbeiten.» 1934 stellte André Breton dem Künstler die Frage, was sein Atelier sei, woraufhin Giacometti erwiderte: «Zwei gehende Füße».

### Schriften
Zur Zeit der surrealistischen Phase Giacomettis erschienen in Heft 5 des Magazins Le Surréalisme au service de la révolution des Jahres 1933 Gedichte Giacomettis, wie Poème en 7 espaces (Gedicht in sieben Lücken), Der braune Vorhang (Le rideaux brun), der Text Versengtes Gras (Charbon d’herbe) sowie in Heft 6 ein surrealistisch verfasster Text über seine Kindheit, Hier, sables mouvants (Gestern, Flugsand). Zusammengefasst wurden diese und weitere Texte in dem Buch Alberto Giacometti. Ecrits aus dem Jahr 1990, herausgegeben von Michel Leiris und Jacques Dupin (dt. Gestern, Flugsand. Schriften). Die Briefe, Gedichte, Essays, Stellungnahmen und Interviews entstanden zwischen 1931 und 1965. In dem Essay mit dem Titel Meine Wirklichkeit schreibt Giacometti, dass er mit seiner Kunst überleben und «so frei und so wuchtig wie möglich» sein wolle, um seinen «eigenen Kampf zu führen, aus Spaß?, aus Freude? am Kampf, aus Spaß am Gewinnen und Verlieren». Diese Selbstdarstellung zeigt die existenzialphilosophische Anlehnung an Jean-Paul Sartre und Jean Genet.
Der Verleger Albert Skira veröffentlichte 1946 in der letzten Ausgabe seines Magazins Labyrinthe den von Giacometti im selben Jahr verfassten autobiografischen Text Le rêve, le sphinx et la mort de T. (Der Traum, die Sphinx und der Tod von T.). Der kunstvoll assoziativ erzählte Text behandelt die eiternde Krankheit Giacomettis, die er sich beim letzten Besuch des Bordells Le Sphinx zugezogen hatte, bevor es endgültig geschlossen wurde, die darauf folgende Reaktion Annettes und Giacomettis Albtraum von der Leiche Tonio Pototschings, des im Juli 1946 verstorbenen Hausverwalters des Atelierkomplexes in der rue Hippolyte-Maindron. Im Mittelpunkt des Traums steht eine riesige Spinne mit elfenbeingelbem Panzer. Erst im Jahr 2002 fand das Manuskript, ein Notizheft mit dem Text, ergänzt durch Zeichnungen, den Weg in die Alberto Giacometti-Stiftung in Zürich. Der Text enthält zwei Teile: Nach der Schilderung des Entstehungszusammenhangs und der Erzählung selbst reflektiert Giacometti über das Problem des Schreibens. Das Buch wurde als Faksimile mit neuer Übersetzung im Jahr 2005 erneut veröffentlicht.

### Kunstmarkt und Fälschungen
Das Œuvre Giacomettis erzielt auf dem Kunstmarkt hohe Preise. In einer Auktion vom Februar 2010 erreichte L’Homme qui marche I einen Rekordpreis. In einer Auktion bei Christie’s in New York im Mai 2015 wurde er noch übertroffen. Die bislang teuerste Skulptur ist nun sein Werk L’Homme au doigt, das für rund 141 Millionen Dollar im Mai 2015 den Besitzer wechselte, etwa 35 Millionen Dollar mehr als L’Homme qui marche I. Daher sind Kunstfälschungen von Giacometti-Skulpturen lukrativ. Im August 2009 wurden 1000 Fälschungen, die bei Mainz entdeckt worden waren, von der Polizei beschlagnahmt. Giacometti hat Fälschern die Arbeit insofern erleichtert, als er häufig dasselbe Werk gleichzeitig bei verschiedenen Giessern ausführen liess. Er bearbeitete die Güsse nicht selbst, sondern überliess das Ziselieren und Patinieren entsprechend den Wünschen der Käufer den Handwerkern, sodass die Werke stets unterschiedlich ausfielen. Einen weiteren Spielraum für Fälscher bietet das Fehlen eines verbindlichen Werkverzeichnisses, dessen Erstellung bei den beiden Giacometti-Stiftungen in Paris und Zürich noch in Arbeit ist mit dem Ziel, Güsse zu Lebzeiten, Nachgüsse und Fälschungen, die schon bald nach Giacomettis Tod im Jahr 1966 auftauchten, auseinanderzuhalten.

## Rezeption

### Zeitgenössische Darstellungen
„Von Giacometti kenne ich so kräftige, so leichte Skulpturen, daß man von Schnee sprechen möchte, der einen Vogeltritt bewahrt.“

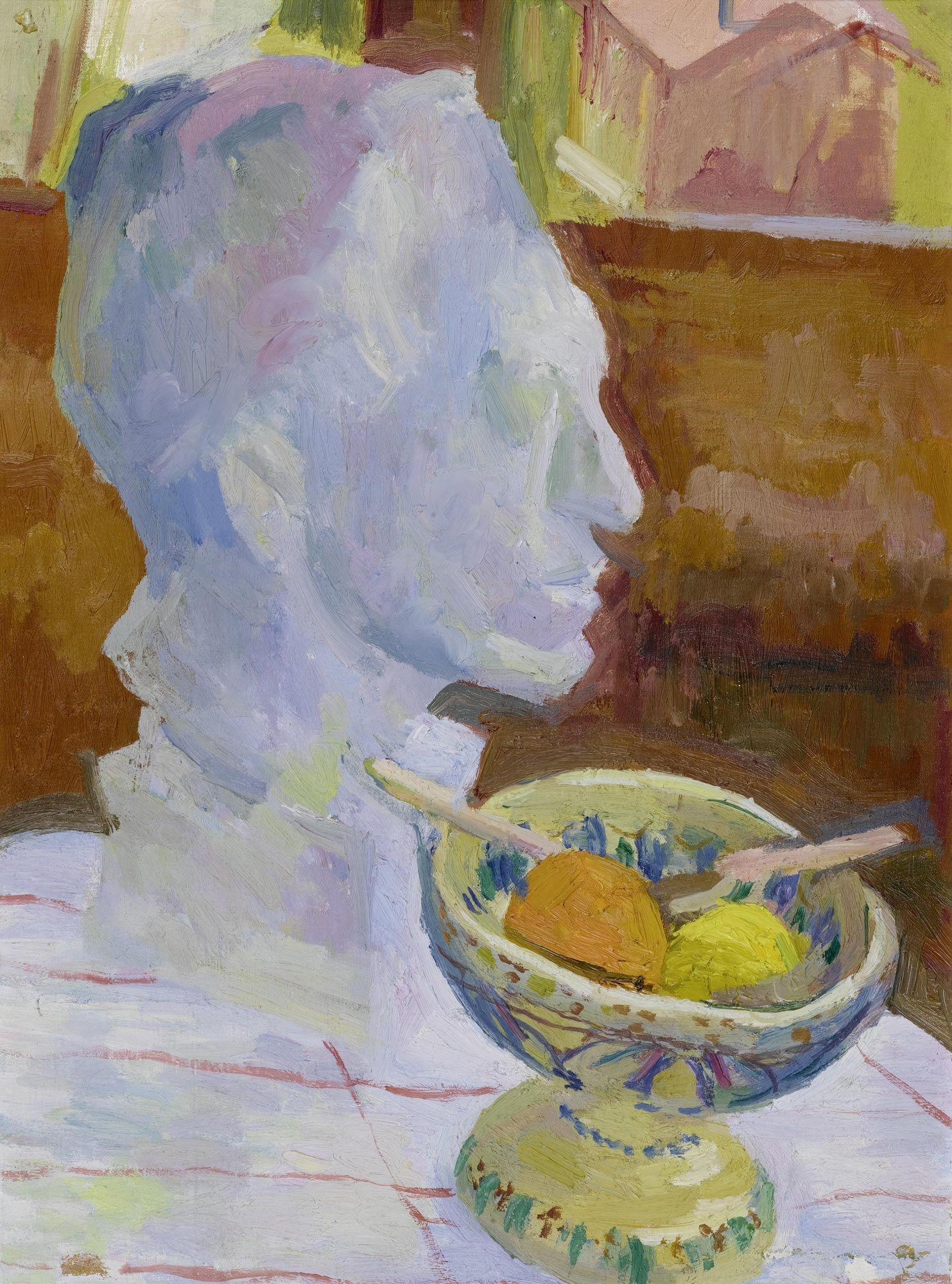
Stillleben mit Plastik (Bildnis Alberto Giacometti), gemalt von seinem Vater Giovanni Giacometti, 1929

Der französische Schriftsteller Michel Leiris, ein Freund Giacomettis aus dessen surrealistischer Zeit, veröffentlichte in der von Georges Bataille gemeinsam mit Leiris und Carl Einstein gegründeten surrealistischen Zeitschrift Documents in der 4. Ausgabe vom 29. September 1929 den ersten Text mit Werkfotos über das bildhauerische Werk des Künstlers. Er schrieb: «Es gibt Augenblicke, die man Krisen nennt, und diese sind die einzigen, die im Leben zählen. Solche Momente widerfahren uns, wenn etwas Äußerliches urplötzlich unserem inneren Rufen danach antwortet, wenn sich die äußere Welt so öffnet, daß sich zwischen ihr und unserem Herzen eine plötzliche Veränderung ergibt. […] Giacomettis Skulpturen bedeuten mir etwas, weil alles, was unter seiner Hand entsteht, wie die Versteinerung einer solchen Krise ist.» Leiris erkannte früh, welch schöpferischer Ansporn für Giacometti von dem immer wiederkehrenden Gefühl einer Krise ausgehen sollte.
Henri Cartier-Bresson

Alberto Giacometti, Stampa, Schweiz, 1961

Fotografie

Link zum Bild

(Bitte Urheberrechte beachten)
Der Fotograf Henri Cartier-Bresson, selbst vom Surrealismus beeinflusst, freundete sich in den 1930er Jahren mit Giacometti an und begleitete ihn während dreier Jahrzehnte mit dem Fotoapparat. Die bekanntesten Aufnahmen stammen aus den Jahren 1938 und 1961. Cartier-Bresson über Giacometti: «Es war eine Freude für mich, als ich feststellte, dass Alberto dieselben drei Leidenschaften wie ich hatte: Cézanne, Van Eyck und Uccello.» Im Jahr 2005 zeigte das Kunsthaus Zürich die Ausstellung Die Entscheidung des Auges, die Cartier-Bresson noch selbst mit konzipiert hatte. Mit den bis dahin teilweise noch nie gezeigten Fotografien sollten insbesondere die Parallelen im Werk der Künstlerfreunde aufgezeigt werden, das sowohl bei Giacometti wie bei Cartier-Bresson von der beständigen Suche nach dem instant décisif, dem entscheidenden Augenblick, geprägt war.
Jean-Paul Sartre schilderte Giacometti 1947 in seinen Essays zur bildenden Kunst, Die Suche nach dem Absoluten, als faszinierenden Gesprächspartner und als Bildhauer mit einem festen «Endziel, das es zu erreichen gilt, ein einziges Problem, das gelöst werden muß: wie kann man aus Stein einen Menschen machen, ohne ihn zu versteinern?» Solange dies nicht gelöst sei, durch den Bildhauer oder die Bildhauerkunst, «solange gibt es lediglich Entwürfe, die Giacometti nur insofern interessieren, als sie ihn seinem Ziel näherbringen. Er zerstört sie alle wieder und fängt noch einmal von vorne an. Manchmal gelingt es allerdings seinen Freunden, eine Büste oder die Plastik einer jungen Frau oder eines Jünglings vor dem Untergang zu bewahren. Er läßt es geschehen und macht sich aufs neue an die Arbeit. […] Die wunderbare Einheit dieses Lebens liegt in der Unbeirrbarkeit bei der Suche nach dem Absoluten.»
Jean Genet beschrieb Giacometti und sein Werk in dem Essay aus dem Jahr 1957, L’Atelier d’Alberto Giacometti, im Gegensatz zu Sartres intellektuellen Thesen über den gemeinsamen Freund aus dem Gefühl heraus. «Seine Statuen machen mir den Eindruck, daß sie sich letztlich in ich weiß nicht welche geheimliche Gebrechlichkeit flüchten, die ihnen Einsamkeit gewährt. […] Da im Augenblick die Statuen sehr hoch sind – in braunem Ton – wandern seine Finger, wenn er vor ihnen steht, auf und ab wie die eines Gärtners, der ein Rosenspalier schneidet oder pfröpft. Die Finger spielen an der Statue entlang, und das ganze Atelier vibriert, lebt.»

### Aktuelle Wahrnehmung

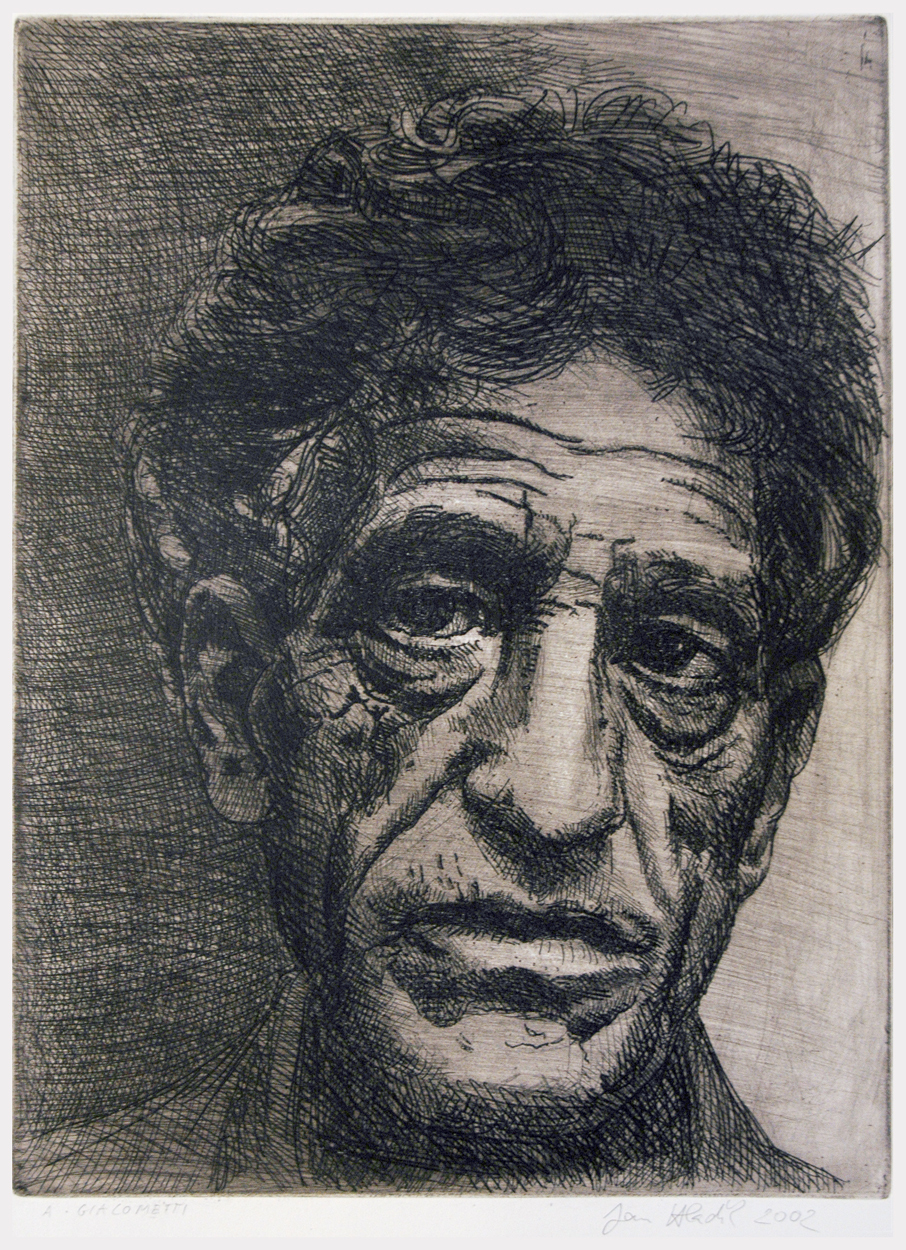
Alberto Giacometti, Radierung von Jan Hladík, 2002

Der Kunsthistoriker Werner Schmalenbach verglich die Darstellung der Einsamkeit des Menschen in Giacomettis Gemälden mit Francis Bacons Werk. Wie Giacometti formuliere dieser «in einer räumlichen Szenerie das ‚Ausgesetztsein‘, das In-die-Weltgeworfensein des Menschen». Giacometti suggeriere dies durch die starre Frontalität und die Verlorenheit des Blicks, während Bacon die totale Verrenkung der Glieder und die Todesgrimasse des Gesichts darstelle.
Anlässlich des 100. Geburtstages Giacomettis im Jahr 2001 äusserte sich der Sammler, Kunsthändler und Freund Eberhard W. Kornfeld, dass er in der Wiederbelebung der figurativen Zeichnung Giacomettis einen wesentlichen Beitrag zur Kunst der Moderne sehe. «Seine Kunst ist aber auch Ausdruck seiner Zeit – was Sartre für die Literatur war, war Giacometti in der Kunst: Er ist der Maler des Existenzialismus.»
Alberto Giacometti

Diego assis, 1964

Bronze

58,5 × 19,7 × 32,5 cm

Alberto Giacometti Stiftung, Zürich

Link zum Bild

(Bitte Urheberrechte beachten)
Den Einfluss altägyptischer Kunst auf Giacomettis Werk machte eine Ausstellung im Ägyptischen Museum Berlin, Giacometti, der Ägypter geltend. Sie wurde ab Ende 2008 anhand von Werkbeispielen in Berlin und ab Februar 2009 im Kunsthaus Zürich gezeigt. Der ägyptischen Skulptur war Giacometti bereits in Florenz während seines ersten Aufenthalts in Italien in den Jahren 1920/21 begegnet. Er schrieb der Familie: «die schönste Statue für ihn sei weder eine griechische noch eine römische und noch weniger eine aus der Renaissance, sondern eine ägyptische». Der berühmte Porträtkopf von Echnaton (1340 v. Chr.) ähnelt dem Selbstporträt Giacomettis von 1921. Mit diesem Selbstbildnis beendete er die Ausbildung bei seinem Vater. Die Pariser Jahre mit der Annäherung an die Avantgarde und die Suche nach einer Stilisierung der menschlichen Form sind zusammengefasst in der Konfrontation zwischen den Bronzewerken Giacomettis wie Cube (1933/34), die als Anlehnung an ägyptische Würfelfiguren gesehen werden können, und der Würfelstatue des Senenmut (1470 v. Chr.) in Granit, von der er um 1937 eine Bleistiftzeichnung anfertigte. Die Arbeiten der Nachkriegszeit orientieren sich ebenfalls an ägyptischen Werken. Der Rückgriff auf ägyptische Kniefiguren erfolgte in den Skulpturen Diego assis (Diego sitzend) und Lotar III, seiner letzten Skulptur.
Der Kunstkritiker Dirk Schwarze, ein Kenner der documenta-Ausstellungen seit 1972, formulierte in seinem Buch Meilensteine: Die documenta 1 bis 12 aus dem Jahr 2007, Giacometti habe «sich mit seinen in die Länge gezogenen, dünnen Figuren in die Kunstgeschichte eingeschrieben». Den Bildhauer habe nicht das Volumen und auch nicht die Ausformung der einzelnen Partien interessiert. Die Figur habe er auf ihre entfernte Erscheinung, auf ihre Haltung und Bewegung reduziert. Die Figuren seien zu Zeichen des Menschen geworden, die überall verstanden werden – so wie später A. R. Penck in seinen Bildern die Menschen als zeichenhafte Elemente gemalt habe.
Anlässlich einer Giacometti-Ausstellung der Fondation Beyeler 2009 in Riehen bei Basel zeigte deren Kurator Ulf Küster den Künstler mit seinen Werken als zentrale Figur im Umfeld der Werke seiner Künstlerfamilie. Der Austausch mit der Familie war für Alberto von grosser Bedeutung. Einen besonderen Bezugspunkt bildete für ihn der Vater, der Maler Giovanni Giacometti. Küster sagte unter anderem in einem Interview, Giacometti habe die Vorstellung gehabt, Zentrum eines Systems zu sein, so wie er es in seinem spätsurrealistischen Text Le rêve, le Sphinx et la mort de T. geschildert habe, ein Mittelpunkt, auf den sich alle Ereignisse um ihn herum bezogen hätten. Küster hält dies für einen wichtigen Schlüssel zum Verständnis seines Werks. Er weist darauf hin, dass Giacometti den Schritt in die Abstraktion nie vollzogen habe, jedoch seine Serienbildungen, das «Nie-enden-Wollen und -Können durchaus der konzeptuellen Grundidee der Moderne» entsprochen habe. Alberto sei von der Malerei zur Bildhauerei gekommen. Eine malerische Technik seien beispielsweise die aufgerauten Oberflächen der späten Plastiken. Im Katalog zur Ausstellung weist Ulf Küster in seinem Beitrag auf die Schwierigkeiten hin, eine Giacometti-Ausstellung zu konzipieren. Bei den vielen Facetten seines Werkes sei nur eine Annäherung möglich, ein Grund dafür sei auch Giacomettis künstlerisches Prinzip der nie zu erreichenden Vollendung. Obgleich sich bisher zahlreiche Ausstellungen mit Giacometti befasst hätten, bewertete Küster Albertos Nachlass dennoch als nicht abschliessend ausgewertet.

### Giacomettis künstlerischer Einfluss

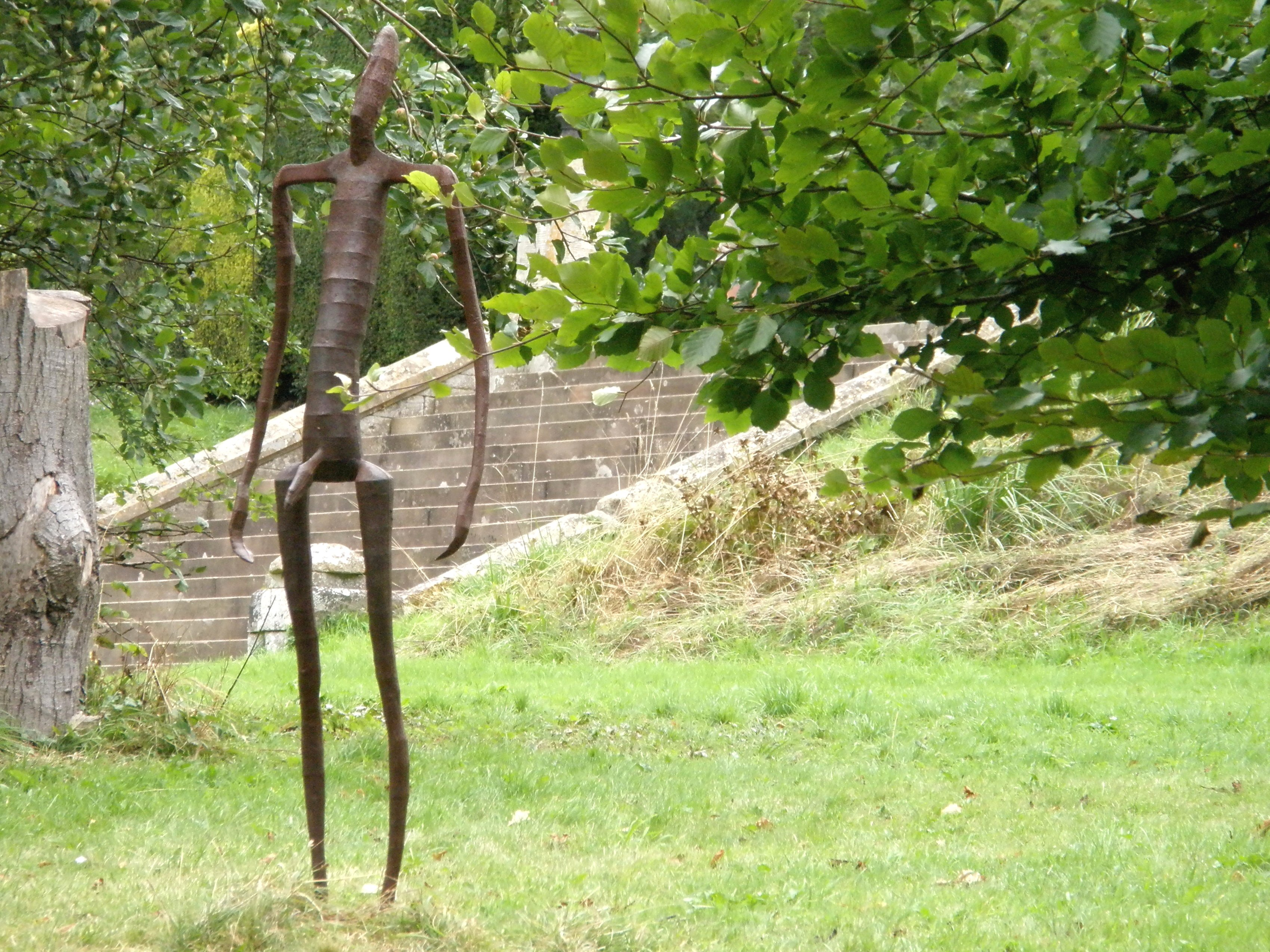
Antony Gormley: Insider VIII, 1998, Eisen, Höhe 1,86 m. Jerwood Sculpture Collection, Ragley Hall, Warwickshire

In Giacomettis surrealistischer Periode in den Jahren 1930 bis 1934 stand der Künstler mit seinen Objekten und Skulpturen das erste Mal im Rampenlicht der Surrealistenbewegung. Mit seinem Werk aus dieser Zeit beeinflusste er beispielsweise Max Ernst und den jungen Henry Moore. Ab 1948 waren es die Skulpturen und Gemälde seines reifen Stils, die Zeitgenossen und Künstlerkollegen beeindruckten. Die zahlreichen Giacometti-Ausstellungen, die auch heute weltweit stattfinden, zeugen von dem hohen künstlerischen Anspruch, den er mit seinem Werk erfüllt hat.
Im Musée des Beaux Arts de Caen wurde vom Mai bis August 2008 die Ausstellung En perspective, Giacometti gezeigt. Als Initiator steuerte die Fondation Alberto et Annette Giacometti, Paris, etwa 30 Leihgaben von Giacomettis Skulpturen, Objekten, Zeichnungen und Gemälden bei. Sie wurden in Beziehung gesetzt zu Werken von Künstlern der Gegenwart: Georg Baselitz, Jean-Pierre Bertrand, Louise Bourgeois, Fischli & Weiss, Antony Gormley, Donald Judd, Alain Kirili, Jannis Kounellis, Annette Messager, Dennis Oppenheim, Gabriel Orozco, Javier Pérez, Sarkis, Emmanuel Saulnier und Joel Shapiro.

### Würdigungen

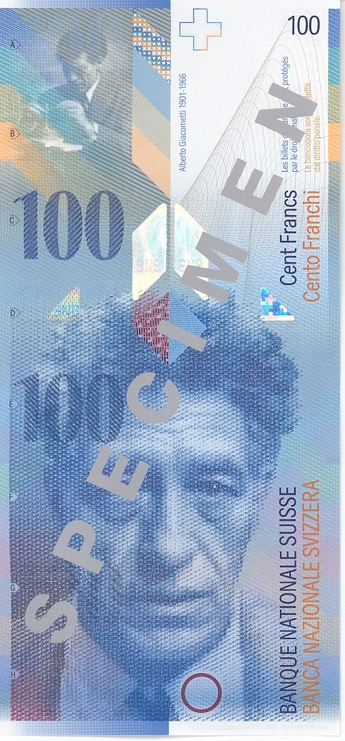
Antlitz von Alberto Giacometti auf der Schweizer Banknote (1998), fotografiert von Ernst Scheidegger

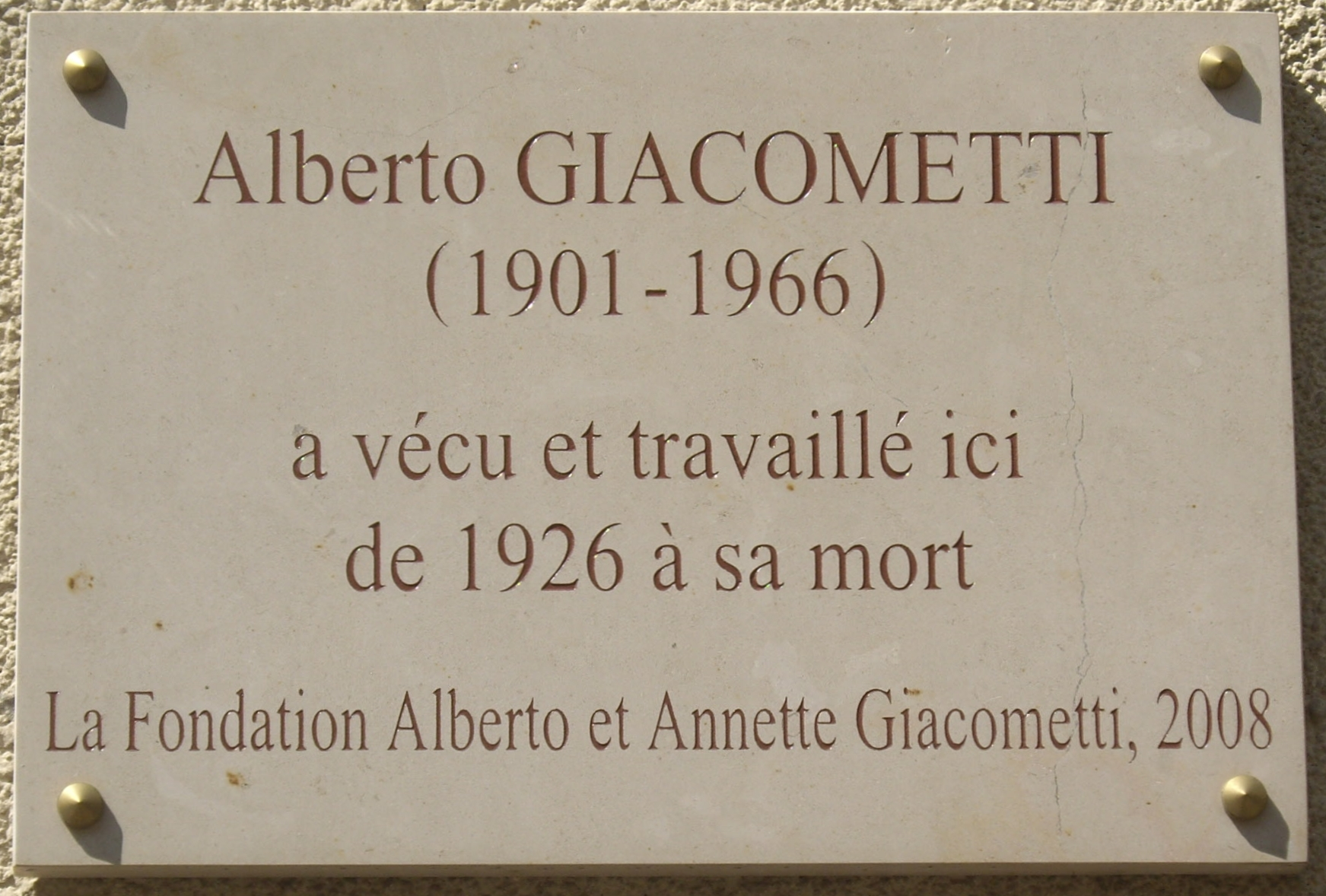
Plakette an Giacomettis Atelierhaus in der 46 rue Hippolyte-Maindron in Paris

Der deutsche Bildhauer Lothar Fischer hatte Giacometti 1962 anlässlich der Biennale in Venedig persönlich kennengelernt. Er schätzte dessen Auffassung von Figur und Raum sowie von Gestalt und Sockel und widmete seinem Vorbild 1987/88 zwei plastische Werke mit dem Titel «Hommage à Giacometti».
Im Jahr 1996 fand die Uraufführung der Kammeroper Giacometti der rumänischen Komponistin Carmen Maria Cârneci am Neuen Theater für Musik in Bonn unter ihrer Leitung statt.
Die Banknotenserie der Schweiz zeigte seit Oktober 1998 bis September 2019 auf der 100-Franken-Banknote eine Gestaltung zu Ehren Alberto Giacomettis; auf der Vorderseite erscheint ein Porträt des Künstlers von Ernst Scheidegger, und auf der Rückseite ist neben zwei weiteren Werken seine Plastik L’Homme qui marche I in vier verschiedenen Perspektiven abgebildet.
Zum 50. Todestag des Künstlers im Jahr 2016 beteiligt sich das Centro Giacometti an der Organisation des Gedenkprogrammes im Bergell, das von der Gemeinde Bregaglia koordiniert wird. Es präsentiert ausserdem die Vision Centro Giacometti 2020.

### Filme über Giacometti und sein Werk
Der 52-minütige Schwarzweissfilm von Jean-Marie Drot Ein Mensch unter Menschen aus dem Jahr 1963 zeigt Giacometti im Filminterview. Jean-Marie Drot ist es seinerzeit als Erstem gelungen, den Künstler filmen zu dürfen. Der Film beschreibt ihn als einen Bohémien und Perfektionisten und zeigt mehr als 180 seiner Werke.

Unter dem Titel Was ist ein Kopf? produzierte Michel Van Zèle im Jahr 2000 einen dokumentarischen Filmessay über die Frage, die Giacometti zeit seines Lebens beschäftigte. Van Zele rekonstruiert Giacomettis lebenslange Suche nach dem Wesen des menschlichen Kopfes und lässt Zeitzeugen aus Vergangenheit und Gegenwart zu Wort kommen, darunter Balthus und Giacomettis Biografen Jacques Dupin. Die Laufzeit beträgt 64 Minuten.

Beide Filme sind seit 2006 auf einer DVD zusammengefasst.
Im Jahr 1965 drehte der Fotograf Ernst Scheidegger, der seit 1943 Werke des Künstlers aufnahm, in Stampa und Paris den Film Alberto Giacometti. Er zeigt den Künstler bei der Arbeit an einem Gemälde Jacques Dupins und im Gespräch mit dem Dichter während des Modellierens einer Büste. Der Film wurde später noch durch Interviews ergänzt.
In der vom WDR produzierten Fernsehserie 1000 Meisterwerke, die von 1981 bis 1994 in 10-minütigen Sendungen über meisterliche Gemälde im Deutschen Fernsehen, im ORF und im Bayerischen Fernsehen berichtete, war Giacometti mit dem Porträt Jean Genet aus dem Jahr 1955 beteiligt.
Heinz Bütler drehte 2001 einen Dokumentarfilm mit dem Titel Alberto Giacometti – Die Augen am Horizont. Er beruht auf dem Buch Écrits von Giacometti. In Interviews mit Weggefährten und Zeitzeugen wie Balthus, Ernst Beyeler und Werner Spies wird der Künstler in knapp einer Stunde skizzenhaft beschrieben. In weiteren 25 Minuten erzählt der Giacometti-Biograf James Lord aus dem Leben des Künstlers. Der Streifen wurde 2007 als Kinofilm gezeigt und ist als DVD erhältlich.
Final Portrait ist der Titel der Filmbiografie von Stanley Tucci über den Künstler, die am 11. Februar 2017 bei den Internationalen Filmfestspielen Berlin seine Weltpremiere feierte und im August 2017 in die deutschen Kinos kam.
Im Oktober 2023 kam der Film Die Giacomettis (I Giacometti) unter der Regie von Susanna Fanzun in die Kinos. Die filmische Dokumentation zeigt die Familie Giacometti mit Vater Giovanni und Mutter Annetta sowie den Kindern Alberto, Diego, Ottilia und Bruno. Der Dokumentarfilm folgt den Biografien der einzelnen Familienmitglieder und stellt sich die Frage nach der Quelle künstlerischer Kreativität.

## Auszeichnungen
- 1961: Prize for sculpture auf der International Exhibition of Contemporary Painting and Sculpture, Carnegie Institute, Pittsburgh
- 1962: Grosser Preis für Skulptur auf der Biennale von Venedig
- 1962: Guggenheim International Award for painting
- 1963: Ehrenmitglied der American Academy of Arts and Letters[127]
- 1965: Ehrendoktorwürde der Universität Bern, Bern
- Der 1991 entdeckte Asteroid (11905) Giacometti wurde im Jahr 2001 nach dem Künstler benannt.

## Ausstellungen und Retrospektiven
- 1930:  Miró – Arp – Giacometti, Galerie Pierre, Paris
- 1932: Galerie Pierre Colle, Paris
- 1934: Julien Levy Gallery, New York
- 1936: International Surrealist Exhibition, New Burlington Galleries, London
- 1938: Exposition Internationale du Surréalisme, Galerie Beaux-Arts, Paris
- 1942: Art of This Century, New York
- 1948: Pierre Matisse Gallery, New York
- 1951: Galerie Maeght, Paris
- 1955: Alberto Giacometti, Museum Haus Lange, Krefeld; Kunstverein für die Rheinlande und Westfalen, Düsseldorf; Württembergischer Kunstverein, Stuttgart
- 1955: Solomon R. Guggenheim Museum, New York (Retrospektive)
- 1956: Biennale di Venezia, Venedig
- 1956: Kunsthalle Bern, Bern
- 1959: documenta II, Kassel
- 1964: documenta III, Kassel
- 1965: Museum of Modern Art, New York (Retrospektive)
- 1974: Alberto Giacometti. A Retrospective Exhibition, Solomon R. Guggenheim Museum, New York (Retrospektive)
- 1977: Giacometti, Moderna Museet, Stockholm
- 1977: Alberto Giacometti: Plastiken, Gemälde, Zeichnungen, Lehmbruck-Museum, Duisburg
- 1978: Alberto Giacometti, Fondation Maeght, Saint-Paul-de-Vence
- 1978: Alberto Giacometti: Ein Klassiker der Moderne 1901–1966, Bündner Kunstmuseum, Chur
- 1987/88: Nationalgalerie Berlin, Berlin (Retrospektive)
- 2001: 100 Jahre Alberto Giacometti – Die Retrospektive. Kunsthaus Zürich, anschliessend bis 8. Januar 2002 Museum of Modern Art, New York
- 2005: Henri Cartier-Bresson und Alberto Giacometti – Die Entscheidung des Auges, Fondation Henri Cartier-Bresson, Paris, Kunsthaus Zürich
- 2007/08: L’Atelier d’Alberto Giacometti, Centre Georges-Pompidou, Paris
- 2008: En perspective, Giacometti, Musée des Beaux Arts de Caen, Le Château, Caen
- 2008/09: Giacometti, der Ägypter, Ägyptisches Museum Berlin, Kunsthaus Zürich
- 2009: Giacometti. Fondation Beyeler, Riehen bei Basel
- 2009/10: Von Rodin bis Giacometti – Plastik der Moderne, Staatliche Kunsthalle Karlsruhe
- 2010: Alberto Giacometti: Die Frau auf dem Wagen. Triumph und Tod, Lehmbruck-Museum, Duisburg
- 2010: Giacometti & Maeght 1946–1966, Fondation Maeght, Saint-Paul-de-Vence
- 2010/11: Alberto Giacometti. Der Ursprung des Raumes. Retrospektive des reifen Werkes, Kunstmuseum Wolfsburg, 20. November 2010 bis 6. März 2011; Museum der Moderne Salzburg, 26. März bis 3. Juli 2011
- 2011: Alberto Giacometti – Sehen im Werk, Kunsthaus Zürich, 11. März bis 22. Mai 2011
- 2011/2012: Alberto Giacometti, une retrospective, Collection de la Fondation Alberto et Annette Giacometti, Museo Picasso, Málaga
- 2013: Alberto Giacometti. Begegnungen, Bucerius Kunst Forum, Hamburg, 26. Januar bis 20. Mai 2013; parallel dazu Giacometti. Die Spielfelder, Hamburger Kunsthalle, anschliessend Fundación Mapfre, Madrid
- 2014: Alberto Giacometti. La scultura, Galleria Borghese, Rom, 5. Februar bis 25. Mai 2014
- 2014/15: Alberto Giacometti: Pionier der Moderne, Leopold Museum, Wien, 17. Oktober 2014 bis 26. Januar 2015
- 2015/16: Giacometti: Pure Presence, National Portrait Gallery, London, 15. Oktober 2015 bis 10. Januar 2016
- 2015/16: Alberto Giacometti. Meisterwerke aus der Fondation Maeght. Kunstmuseum Pablo Picasso, Münster, 24. Oktober 2015 bis 24. Januar 2016
- 2016: Alberto Giacometti. A casa, Museo Ciäsa Granda, Stampa, 5. Juni bis 16. Oktober 2016
- 2016/17: Giacometti–Nauman, Schirn, Frankfurt am Main, 28. Oktober 2016 bis 22. Januar 2017
- 2016/17: Alberto Giacometti – Material und Vision, Kunsthaus Zürich, Zürich, 28. Oktober 2016 bis 15. Januar 2017
- 2017: Giacometti, Tate Modern, London, 10. Mai bis 10. September 2017
- 2018: Alberto Giacometti & Francis Bacon, Fondation Beyeler, Riehen bei Basel, 29. April bis 2. September 2018
- 2018/19: Alberto Giacometti. A Retrospective, Guggenheim-Museum Bilbao, 19. Oktober 2018 bis 24. Februar 2019
- 2019: Alberto Giacometti in the Museo del Prado, Museo del Prado, Madrid, 2. April bis 7. Juli 2019
- 2020/21: Giacometti – Face to Face, Moderna Museet, Stockholm, 10. Oktober 2020 bis 17. Januar 2021
- 2021: Alberto Giacometti. A Retrospective. Marvellous Reality. Grimaldi Forum Monaco, 3. Juli bis 29. August 2021
- 2023: Alberto Giacometti. Porträt des Künstlers als junger Mann. Bündner Kunstmuseum, Chur, 19. August bis 19. November 2023[128]
- 2023/24: Le temps de Giacometti (1946–1966). Les Abattoirs, Toulouse, 22. September 2023 bis 21. Januar 2024
- 2024/25: Alberto Giacometti. Surrealistische Entdeckungen, Max Ernst Museum Brühl

## Werkauswahl

### Skulpturen und Objekte
Die Skulpturen entstanden hauptsächlich aus Gips, viele wurden in den 1950er-Jahren in Bronze gegossen. Das Jahr des Bronzegusses war nicht in allen Fällen herauszufinden.
- 1925: Torse (Torso), Gips, 58 × 25 × 24 cm, Kunsthaus Zürich, Alberto Giacometti-Stiftung, Zürich.
- 1926: Femme cuillère (Löffelfrau), Bronze, gegossen 1954, 143,8 × 51,4 × 21,6 cm, Solomon R. Guggenheim Museum, New York.
- 1927: Le Couple (Das Paar), Bronze, gegossen 1955, 59,6 × 38 × 17,5 cm, Museum of Modern Art, New York.
- 1930/31: Boule suspendue (Schwebende Kugel), Gips und Metall, 60,6 × 35,6 × 36,1 cm, Fondation Alberto et Annette Giacometti, Paris.
- 1931: Homme, femme, enfant (Mann, Frau, Kind), Holz, Metall, 441,5 × 37 × 16 cm, Kunstmuseum Basel.
- 1931: Pointe à l’œil (Stachel ins Auge), Holz und schwarz bemaltes Eisen, 12,7 × 58,5 × 29,5 cm, Musée National d’Art Moderne, Paris.
- 1932: Femme égorgée (Frau mit durchschnittener Kehle), Bronze, gegossen 1949, 23,2 × 57 × 89 cm, Scottish National Gallery, Edinburgh.
- 1932: Main prise (Gefährdete Hand), Holz, Metall, 20 × 59,5 × 27 cm, Alberto Giacometti-Stiftung, Zürich.
- 1932: On ne joue plus (Das Spiel ist aus), Marmor, Holz, Bronze, 4,1 × 58 × 45,2 cm, Sammlung Patsy R. und Raymond D. Nasher, Dallas, Texas.
- 1933: La table surréaliste (Der surrealistische Tisch), Bronze, 143 × 103 × 43 cm, Musée National d’Art Moderne, Paris.
- 1933/34: Le Cube (Pavillon nocturne) (Der Kubus [Nächtlicher Pavillon]), Bronze, 94 × 54 × 59 cm, Kunsthaus Zürich, Alberto Giacometti-Stiftung, Zürich.
- 1936: Tête d’Isabel (Kopf von Isabel), auch genannt Die Ägypterin, Gips, 30,3 × 23,5 × 21,9 cm, Fondation Alberto et Annette Giacometti, Paris.
- 1937: Tête d’Isabel (Kopf von Isabel), Bronze, Privatbesitz.
- 1937: Grabmal Gerda Taro, Pariser Friedhof Père-Lachaise (nur verändert erhalten)
- um 1940: Petit homme sur socle (Kleiner Mann auf einem Sockel), Bronze, 8,1 × 7 × 4,8 cm, Alberto Giacometti-Stiftung, Zürich.
- 1942/43: Femme au chariot (Frau auf dem Wagen), bemalter Gips. Figur 153,5 × 33,5 × 35, Wagen 10 × 40 × 35 cm, Lehmbruck-Museum, Duisburg. Eine Hommage an Giacomettis Freundin Isabel Nicholas.
- 1947: Femme debout («Leonie») (Stehende Frau [«Leonie»]), Höhe 53 cm, Peggy Guggenheim Collection, Venedig.
- 1947: Le nez (Die Nase), Bronze, gegossen 1965, 82 × 73 × 37 cm, Solomon R. Guggenheim Museum, New York.
- 1947: L’Homme au doigt (Mann mit zeigend ausgestreckter Hand), Bronze, 176,5 × 90,2 × 62,2 cm, ein Abguss befindet sich in der Tate Gallery, London.
- 1947: Tête d’homme sur tige (Kopf auf einem Stab), Bronze, Höhe 59,7 cm, Sockel: 16 × 14,9 × 15,1 cm, Museum of Modern Art, New York.
- 1948–1949: La Place (Der Platz), Bronze, 21 × 62,5 × 42,8 cm, Peggy Guggenheim Collection, Venedig.
- 1950: L’Homme qui chavire (Der taumelnde Mann), 60 × 14 × 32 cm, Kunsthaus Zürich.
- 1950: Quatre figurines sur base (Vier Figuren auf einer Basis), Bronze, bemalt, 162 × 42 × 32 cm, Tate Modern, London.
- 1950: Le chariot (Der Wagen), Bronze, 167 × 62 × 70 cm, Alberto Giacometti-Stiftung, Zürich.
- um 1950: Diego, Bronze, 26,8 × 21,5 × 10,5 cm, Kunstsammlungen der Ruhr-Universität Bochum.
- 1951: Le chien (Der Hund), Bronze, 45 × 98 × 15 cm, Alberto Giacometti-Stiftung, Zürich.
- 1952: Figurine sur grand socle (Figur auf großem Sockel), Bronze, 38,5 × 9 × 20,5 cm, Alberto Giacometti-Stiftung, Zürich. Ein Beispiel für den Einfluss altägyptischer Kunst auf Giacometti.
- 1954: Grande tête de Diego (Großer Kopf Diego), Bronze, 65 × 39 × 22 cm, Alberto Giacometti-Stiftung, Zürich.
- 1956: Les Femmes de Venise (Die Frauen von Venedig), Figurengruppe von 9 Fassungen I–IX, Bronze, 1,05 bis 1,56 cm, Fondation Beyeler, Riehen bei Basel.
- 1958: La jambe (Das Bein), Exemplar 2/6, Bronze (zwei Teile), mit Gold patiniert, 145 × 46,5 × 26,3 cm, Lehmbruck-Museum, Duisburg.
- 1960: L’Homme qui marche I (Der schreitende Mann I), Exemplar 2/6, Bronze, gegossen 1961, 183 × 95,5 × 26 cm. Abb. Geplante Chase-Manhattan-Plaza-Gruppe insgesamt.
- 1960: L’Homme qui marche II (Der schreitende Mann II), Bronze, gegossen 1961, 187 cm hoch, Fondation Beyeler, Riehen bei Basel.
- 1961: Buste de Caroline, Bronze, 48 cm hoch, Privatbesitz
- 1961: Buste de Isaku Yanaihara (Büste von Isaku Yanaihara), Bronze, 43 cm hoch, Privatbesitz
- 1962: Annette IV, Bronze, gegossen 1965, 57,8 × 23,6 × 21,8 cm, Tate Gallery. London.
- 1964: Diego assis (Diego sitzend), Bronze, 58,5 × 19,7 × 32,5 cm, Alberto Giacometti-Stiftung, Zürich.
- 1965: Buste d’homme (Diego) New York I (Büste eines Mannes [Diego] New York I), Exemplar 4/8, Bronze, 55 × 29 × 14 cm, Privatbesitz, Schweiz.
- 1965: Eli Lotar III, Bronze, 65 × 25 × 35 cm, Fondation Beyeler, Riehen bei Basel.

### Zeichnungen und Gemälde
- 1915: La mère de l’artiste (Die Mutter des Künstlers), Bleistift auf weissem Papier, 17 × 17 cm, Sammlung Lefebvre-Foinet, Paris (1971). Abb.
- 1921: Autoritratto Alberto Giacometti (Selbstbildnis Alberto Giacometti), Öl auf Leinwand, 82,5 × 70 cm, Fondation Beyeler, Riehen bei Basel.
- 1937: La mère de l’artiste (Die Mutter des Künstlers), Öl auf Leinwand, 65 × 50 cm, Privatbesitz.
- 1937: Pomme sur le buffet (Apfel auf dem Buffet), Öl auf Leinwand, 71,8 × 74,9 cm, Metropolitan Museum of Art, New York. Abb.
- 1946: Portrait de Jean-Paul Sartre (Porträt von Jean-Paul Sartre), Bleistift auf weissem Papier, 30 × 22,5 cm, Privatbesitz.
- 1947: Stehende Figur – Kopf en face – Stehende Figur, Bleistift in zweierlei Härtegraden, zum Teil gewischt, auf elfenbeinfarbenen Karton, 50 × 64,5 cm, Staatsgalerie Stuttgart.
- 1949: Homme assis (Sitzender Mann), ein Gemälde, das Diego darstellt. Öl auf Leinwand, 80 × 54 cm, Tate Gallery, London. Abb.
- 1951: Triptyque (Triptychon), Lithografiekreide auf chamoisfarbenem Papier, 38,5 × 28 cm, Sammlung Galerie Claude Bernard, Paris (1971).
- 1955: Figure assise dans l’atelier (Sitzende Figur im Atelier), Öl auf Leinwand, 92 × 71 cm Kunstmuseum Winterthur, Winterthur.
- 1955: Portrait de Jean Genet (Porträt von Jean Genet), Öl auf Leinwand, 73 × 60 cm, Centre Georges-Pompidou, Paris.
- 1957: Portrait de Igor Stravinsky (Porträt von Igor Stravinsky), Bleistift auf weissem Papier, 40,3 × 30,5 cm, Sammlung Robert D. Graff, Far Hills, New Jersey (1971).
- 1958: Portrait d’Annette (Porträt von Annette), Öl auf Leinwand, 65 × 54 cm, Sammlung Batliner, Albertina, Wien.
- 1958: Portrait de Soshana (Porträt von Soshana), Bleistift auf Papier, 50,8 × 33 cm, Privatbesitz. Abb.
- 1961: Caroline, Öl auf Leinwand, 100 × 81 cm, Fondation Beyeler, Riehen bei Basel.
- 1962: Grand Nu (Grosser Akt), Öl auf Leinwand, 174,5 × 69,5 cm, Fondation Beyeler, Zürich.

### Radierungen und Lithografien
- 1951/52: Buste dans l’atelier (Büste im Atelier), Kreidelithografie, 50 × 65,5 cm, Auflage 30, Kunstmuseum Basel
- 1953/54: Annette dans l’atelier (Annette im Atelier), Kreidelithografie, 53,4 × 43,6 cm, Auflage 30, Kunstmuseum Basel
- 1954: Les deux tabourets (Die zwei Schemel), Radierung, 26,2 × 20,8 cm, Auflage 50, Kunstmuseum Basel
- 1957: L’homme qui marche (Der schreitende Mann), Lithografie, 76,5 × 57 cm, Auflage 200, Kunstmuseum Basel
- 1960: Buste II (Büste II), Lithografie, 65 × 50 cm, Auflage 150, Kunstmuseum Basel
- 1964: Portrait de Rimbaud (Porträt von Rimbaud), Radierung, 29,9 × 24,8 cm, Auflage 97, Kunstmuseum Basel

### Illustrierte Schriften, Briefwechsel
- 1946: Le rêve, le sphinx et la mort de T. Labyrinthe, Nr. 22–23, Dezember, Paris; dt. Der Traum, die Sphinx und der Tod von T. Herausgegeben und übersetzt von Donat Rütimann. Scheidegger & Spiess, Zürich 2005, ISBN 978-3-85881-170-7
- 1969: Paris sans fin, 150 Lithografien, postum veröffentlicht bei Tériade, Paris; Neuausgabe Buchet-Chastel, Paris 2003, ISBN 978-2-283-01994-8 Abb.
- 1990: Alberto Giacometti. Écrits. Hrsg. von Michel Leiris und Jacques Dupin. Neuausgabe Hermann, Paris 2007, ISBN 978-2-7056-6703-0; dt.: Gestern, Flugsand. Schriften, Neuausgabe Scheidegger & Spiess, Zürich 2006, ISBN 978-3-85881-178-3
- 2007: Alberto Giacometti, Isabel Nicholas, Correspondances. Herausgegeben und mit einem Vorwort von Véronique Wiesinger, Fage Éditions, Lyon, ISBN 978-2-84975-121-3

### Beispiele von Buchillustrationen
- 1933: René Crevel: Les Pieds dans le plat (Frontispiz) Abb.
- 1934: André Breton: L’Air de l’eau
- 1947: Georges Bataille: Histoire de rats
- 1961: Michel Leiris: Vivantes cendres, innomées
- 1962: Miguel de Cervantes: La Danse du château (Frontispiz)